# Ligne 6 du tramway d'Île-de-France
La ligne 6 du tramway d'Île-de-France, en abrégé la ligne T6, est une ligne de tramway sur pneumatiques mise en service le 13 décembre 2014. Longue de 14 kilomètres, elle relie la station de métro Châtillon - Montrouge (ligne 13) à la gare de Viroflay-Rive-Droite (Transilien Paris Saint-Lazare), grâce à un premier prolongement le 28 mai 2016 de Robert Wagner à Viroflay-Rive-Droite.

Plan schématique de la ligne T6.

## Histoire

### Chronologie
- 15 juin au 6 juillet 2001 : concertation préalable
- 17 janvier au 19 février 2005 : enquête d'utilité publique
- 9 février 2006 : publication de l'arrêté d’utilité publique
- 2011 : début des travaux (partie souterraine)
- 13 décembre 2014 : mise en service de Châtillon - Montrouge à Robert-Wagner[2]
- 28 mai 2016 : prolongement de Robert-Wagner à Viroflay-Rive-Droite[3]

#### Naissance du projet

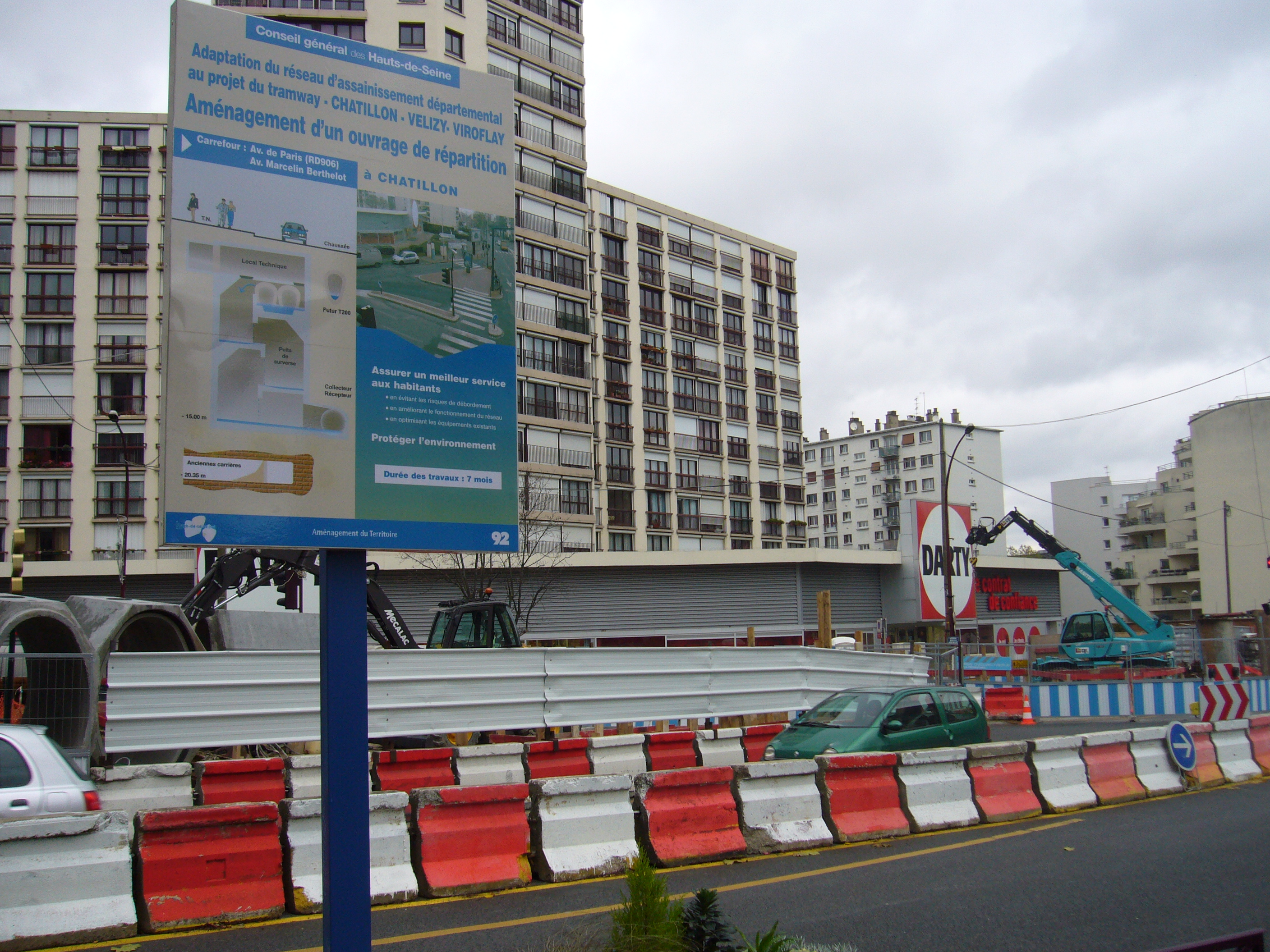
Les travaux préparatoires à Châtillon, avenue de Paris, en novembre 2008.

Le projet est inscrit au contrat de plan État-Région en 2000. La concertation préalable est organisée du 15 juin au 6 juillet 2001 et le schéma de principe du projet est réalisé de mai à octobre 2002. Il est approuvé le 10 octobre 2002 par le Syndicat des transports d'Île-de-France (STIF).
L'enquête d'utilité publique du projet se déroule du 17 janvier au 19 février 2005 et l'arrêté d’utilité publique du projet est publié le 9 février 2006. Les acquisitions foncières et des travaux préparatoires (déplacement des réseaux d’eau, d’assainissement, d’électricité, de gaz, de télécommunication) débutent en 2007.

#### Un tramway nommé T6
Le 10 décembre 2008, le STIF approuve le financement du projet et décide d'attribuer le numéro « 6 » à cette ligne le 11 février 2009. Le dossier préliminaire de sécurité, qui présente le cadre qui permettra les futures circulations en toute sécurité, est approuvé le 5 mai 2009.

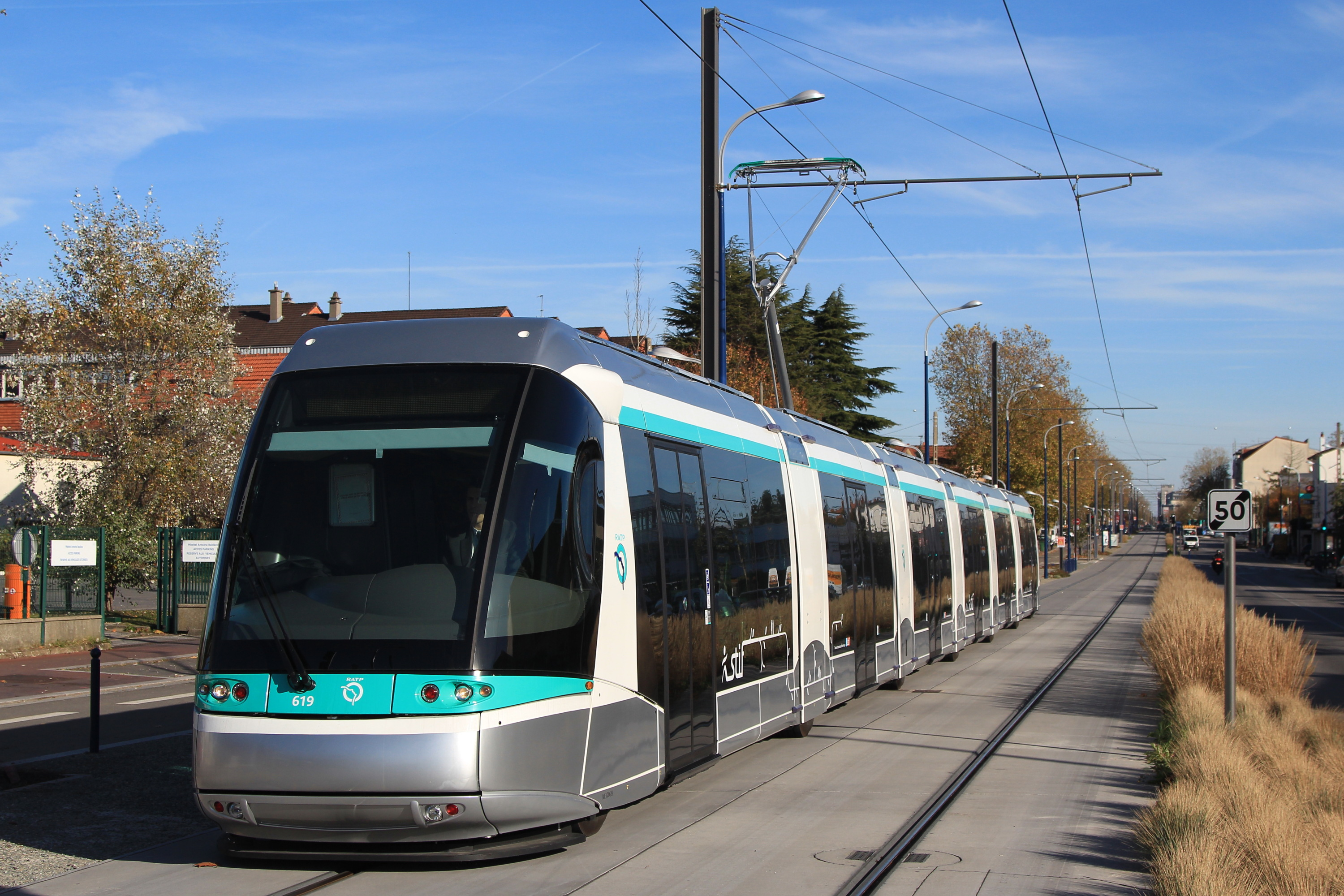
Un tramway en essais près de la station Hôpital Béclère.

La répartition des financement est définitivement fixée entre l’État, à hauteur de 16 %, la Région Île-de-France (50 %), le Conseil général des Hauts-de-Seine (20 %), le Conseil général des Yvelines (13 %) et la RATP (1 %) par la troisième et dernière convention de financement, approuvée le 10 décembre 2009. Le 31 août 2010, le conseil d’administration de la RATP autorise la commande du matériel roulant et du système de guidage de la ligne, auprès d’un groupement formé de la société Lohr, mandataire, et de la société ETF. Ce marché de 171,6 millions d’euros couvre la fourniture des installations fixes de guidage pour la section en surface de la ligne (avec une option pour la section souterraine) et de vingt-huit rames Translohr STE6 (avec une option pour deux à huit rames supplémentaires).
Dans un article du mois de janvier 2011, l'hebdomadaire Politis met en lumière le lobbying entrepris par Lohr, et les relations entretenues par son président avec certaines personnalités politiques. Les travaux de réalisation de la partie souterraine débutent en mai 2011.
La livraison des vingt-huit rames de la tranche ferme est prévue pour s'étendre de juin 2013 à septembre 2014.

#### NewTL et Nolwenn
Le STIF, la RATP, la Banque européenne d’investissement et le groupe BPCE présentent le contrat de crédit-bail destiné à financer les nouveaux matériels roulants des lignes de tramway T3, T5, T6, T7 et T8 le 7 novembre 2011,. Le 4 juin 2012, le groupe Lohr, en grande difficulté financière depuis plusieurs mois, dépose son bilan faute d'un accord avec Alstom concernant le rachat de sa filiale de tramways sur pneus Translohr. Le 11 juin 2012, Alstom et le fonds stratégique d'investissement (FSI) trouvent un accord pour la reprise de l'activité de production de tramways sur pneus de Translohr. Alstom (51 %) et le FSI (49 %) reprendront 100 % de cette activité dans une entreprise dénommée NewTL,.
Jusqu’à fin mars 2012, les éléments du tunnelier qui va permettre la réalisation de la section souterraine à Viroflay sont acheminés sur le chantier. Le tunnelier est ensuite construit puis testé. En octobre 2012, Viroflay invite les classes de cours moyen 2e année (CM2) de la commune à un concours d'écriture pour désigner la marraine du tunnelier, destiné à creuser 1,6 km de tunnel sous le territoire communal. Le 10 janvier 2013, le tunnelier est baptisé « Nolwenn », du prénom d'une des élèves de la classe lauréate. Long de 82 mètres et d'un poids de 1 400 tonnes, le tunnelier commence le percement des 1 600 mètres de la section souterraine le 25 mars 2013. À la fin de l'année 2013, après avoir atteint la fin de la section souterraine au terminus de Viroflay-Rive-Droite de la ligne de tramway, il est démonté et évacué. Nolwenn ayant atteint Viroflay-Rive-Droite dans la nuit du 13 au 14 janvier 2014, sa partie avant est désassemblée et extraite de la station entre février 2014 et mars 2014.

#### Critiques du projet

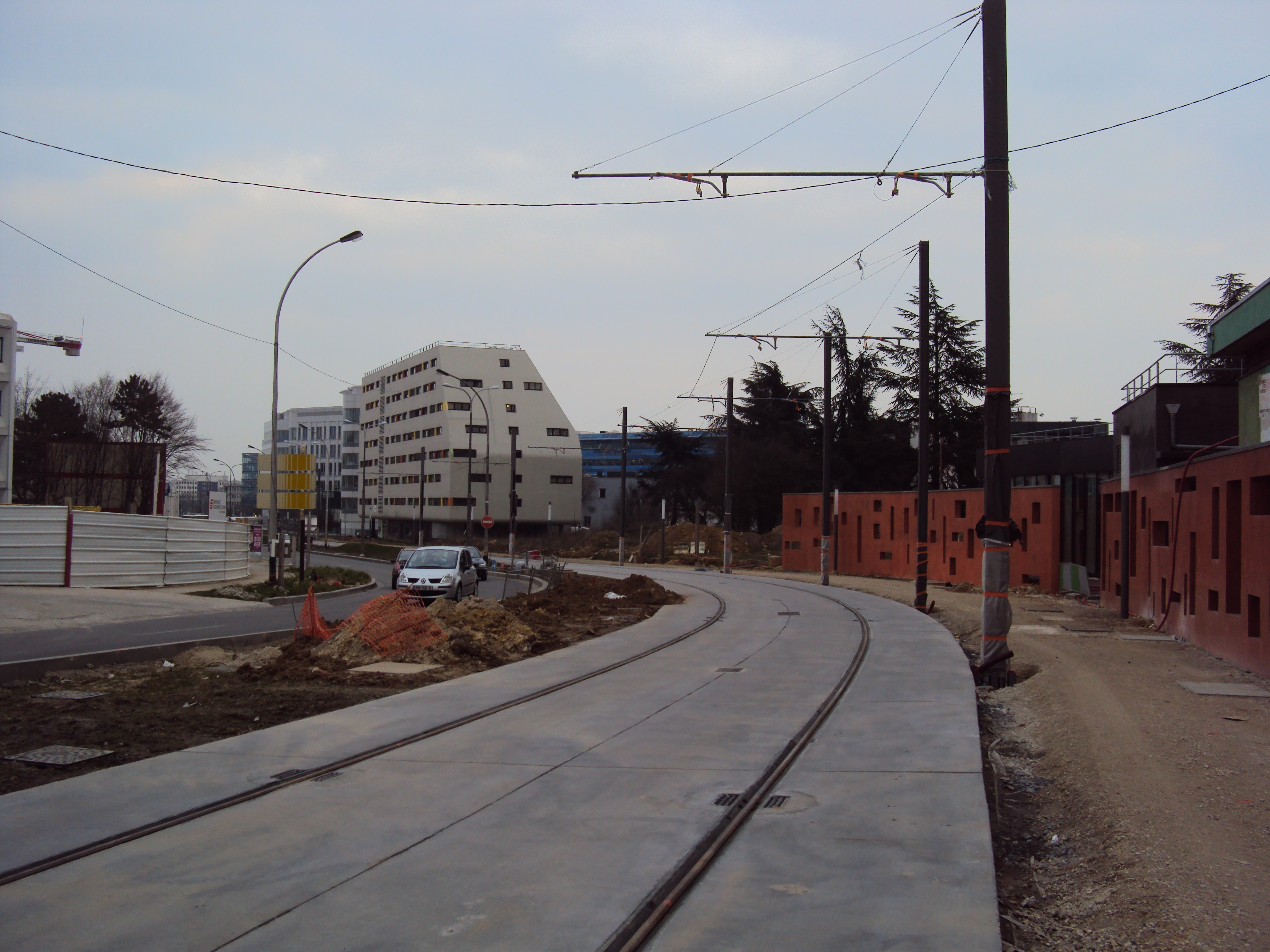
Courbe de la plateforme, entre les futures stations Louvois et Europe, vue en mars 2013 lors des travaux.

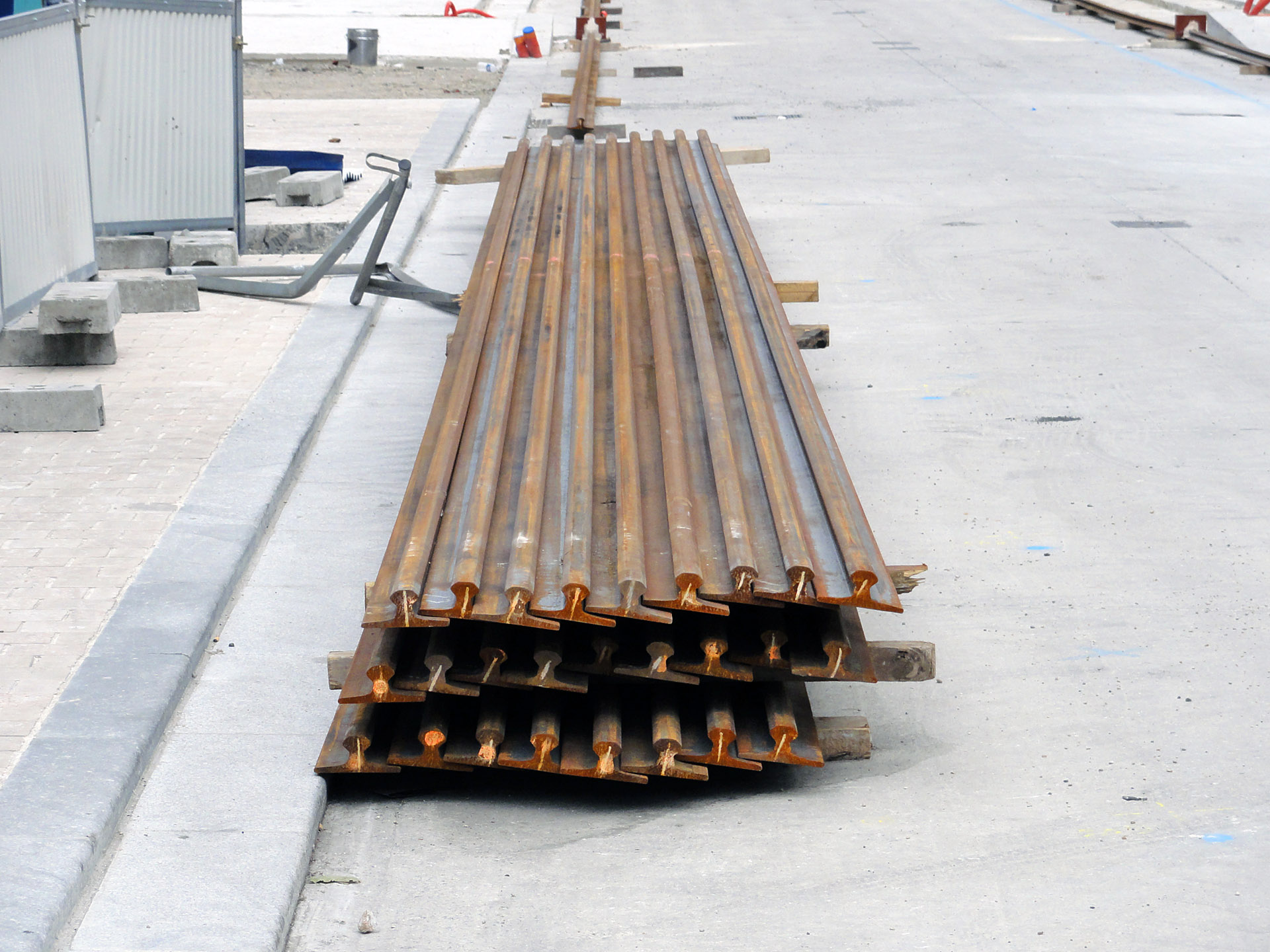
Le rail de guidage du Translohr, ici en attente de pose.
Sa forme, spécifique, n'est pas traditionnelle en guidage ferroviaire...

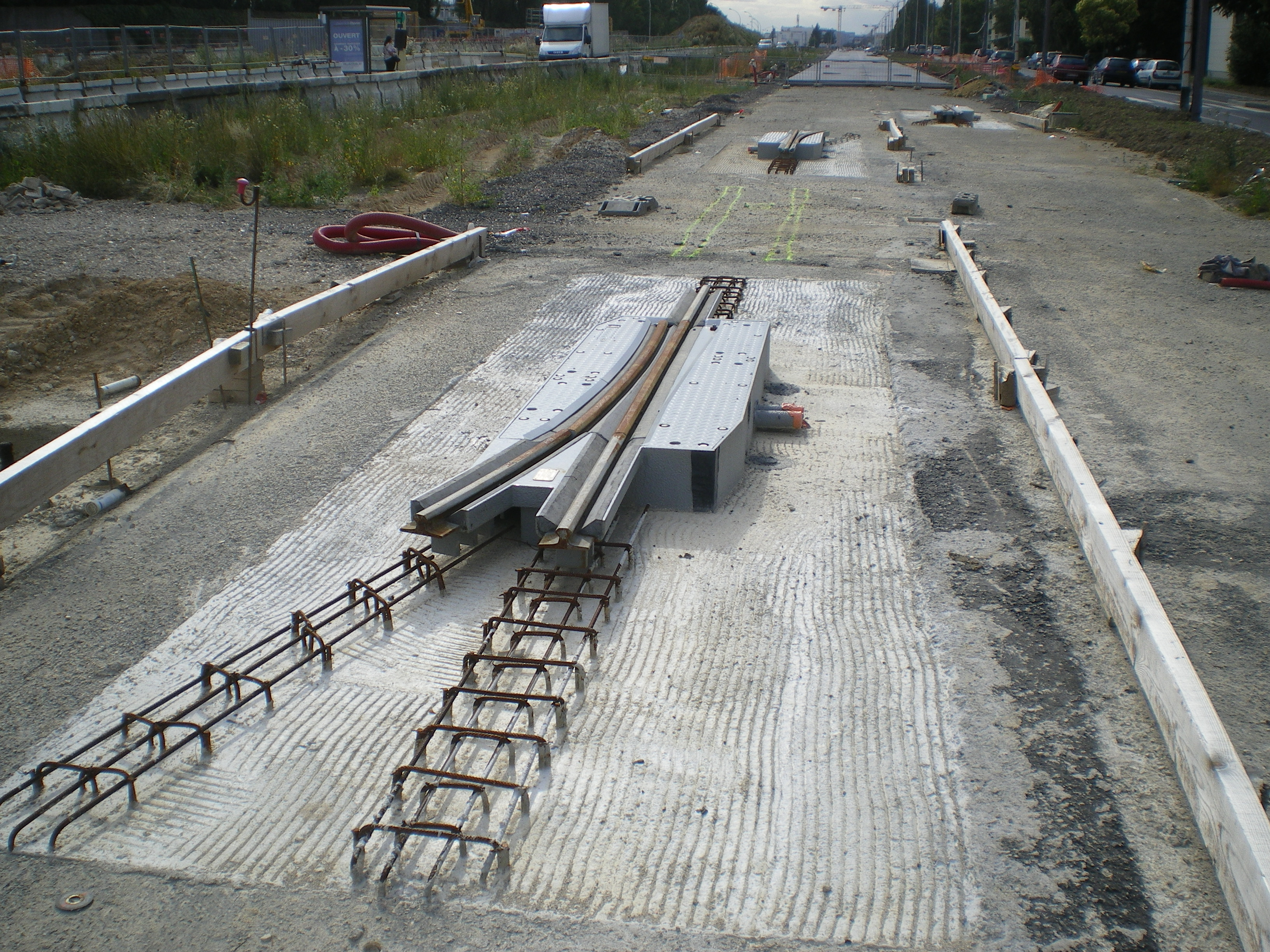
... et implique des appareils de voie très particuliers, tel cet aiguillage.

Le choix d'un tramway sur pneumatiques s'explique, selon les concepteurs du projet, par l'importance et la longueur des rampes présentes sur le tracé. Toutefois, un tramway classique sur rails, à motorisation intégrale, peut affronter des rampes de l'ordre de 8,5 % à 9,5 %, comme c'est le cas par exemple sur le tramway de Tenerife, équipé du modèle Citadis d'Alstom.
Ce choix d'un matériel sur pneumatiques fait toutefois l'objet de vives critiques, en raison des divers incidents connus par d'autres réseaux équipés de matériels similaires,, perturbant parfois gravement l'exploitation des lignes concernées. Le choix technologique du pneumatique pose en effet des problèmes de diverses natures. Il est totalement incompatible avec la technologie fer, empêchant tout croisement d'une ligne sur roulement fer, et bien entendu toute interconnexion avec d'autres lignes dotées de ce roulement. Il empêche également de ce fait toute mutualisation des commandes de matériels roulant pour plusieurs lignes (favorisant des économies d'échelle), tout comme de la maintenance dans des ateliers communs.
Lors du débat de la commission de suivi du STIF du 8 janvier 2004 concernant le choix de roulement du Tram'Y (ou ligne 8 du tramway), le roulement sur fer a été retenu pour cette ligne, contrairement à la ligne T6, pour les raisons suivantes :
- un tramway sur fer est d'une capacité plus élevée, pour une longueur inférieure, ce qui réduit l'impact sur la gestion des carrefours et les travaux de génie civil à engager grâce à des quais moins longs ;
- l'étroitesse du Translohr (2,20 m) ne permet en réalité aucun gain de place significatif par rapport à un tramway fer, l'emprise sur la voie publique étant équivalente en raison du mode de roulement ;
- le Translohr est le seul véhicule sur pneumatiques existant répondant au cahier des charges, ce qui fait peser un risque industriel sur la pérennité de l'exploitation, totalement dépendante d'un constructeur unique (le système propriétaire empêchant toute mise en concurrence entre constructeurs, dépendance et risque de faillite du constructeur) ;
- le mode de guidage par rail central impose la présence de bandes de roulement pour les pneumatiques et limite les parties engazonnables de la plateforme.

Concernant le bruit, la différence selon le type de roulement est estimée négligeable. Les vibrations sont en revanche inférieures avec un roulement sur pneus, mais une pose antivibratile, comme réalisée sur le T1 à Saint-Denis, permet de limiter considérablement cette nuisance dans le cas d'un roulement fer, ce qui rend l'avantage du pneu peu significatif. Par ailleurs, le système guidé sur pneus amène rapidement la formation d'ornières, tout particulièrement sur du béton bitumineux, ce qui engendre, outre un bruit croissant pour les riverains et un roulis pour les usagers, des coûts d'exploitation équivalents voire supérieurs au tramway classique.
Le matériel roulant sélectionné, le STE6, est également nettement plus onéreux qu'un tramway classique sur fer à capacité équivalente : constitué de vingt-huit rames d'une capacité de 250 voyageurs, il a un coût deux fois supérieur aux vingt-et-une rames du T3, d'une capacité unitaire de 304 voyageurs (140 millions d'euros pour les 28 rames du T6 contre 52,8 millions d'euros pour les 21 rames du T3, soit respectivement 5 et 2,5 millions d'euros par rame).
Outre le choix du mode de guidage, la ligne est critiquée en raison de son tracé, et de l'établissement d'un long tunnel, foré au tunnelier sous des quartiers pavillonnaires. Le projet a fait l'objet de plusieurs recours en justice de la part de l'association « Oui au tramway-non au tracé ».
Le tracé est également critiqué à Châtillon, où la conseillère générale Martine Gouriet, s'est inquiétée, en 2011 — du fait de la mise en service du T6 en 2014 et de la création d'une station du Grand Paris Express à l'horizon 2020 — d'un risque de saturation de la ligne 13 du métro, déjà très fréquentée et a suggéré le prolongement de la ligne vers Paris ou jusqu'au prolongement de la ligne 4 du métro.
Dans un rapport sur les transports ferroviaires régionaux en Île-de-France de novembre 2010, la Cour des comptes estime que la RATP est avant tout soucieuse d'exploiter le maximum de lignes avant la mise en concurrence prévue de son réseau, en dépit des importantes réserves techniques et financières qu'elle exprime sur les projets de tramway sur pneus. La RATP, désignée en tant qu'exploitant et maître d'ouvrage du projet, a ainsi émis de sérieuses réserves sur la fiabilité et la capacité du matériel retenu, et fait part de ses incertitudes quant à l'entretien de la plate-forme. Le STIF lui-même a vu son point de vue progressivement évoluer depuis l'adoption du projet en octobre 2002 pour devenir plus réservé, sans pour autant remettre en cause le choix technologique hasardeux réalisé, en dépit des craintes formulées par l'exploitant, et de l'importante dérive du coût prévisionnel.

### Mise en service

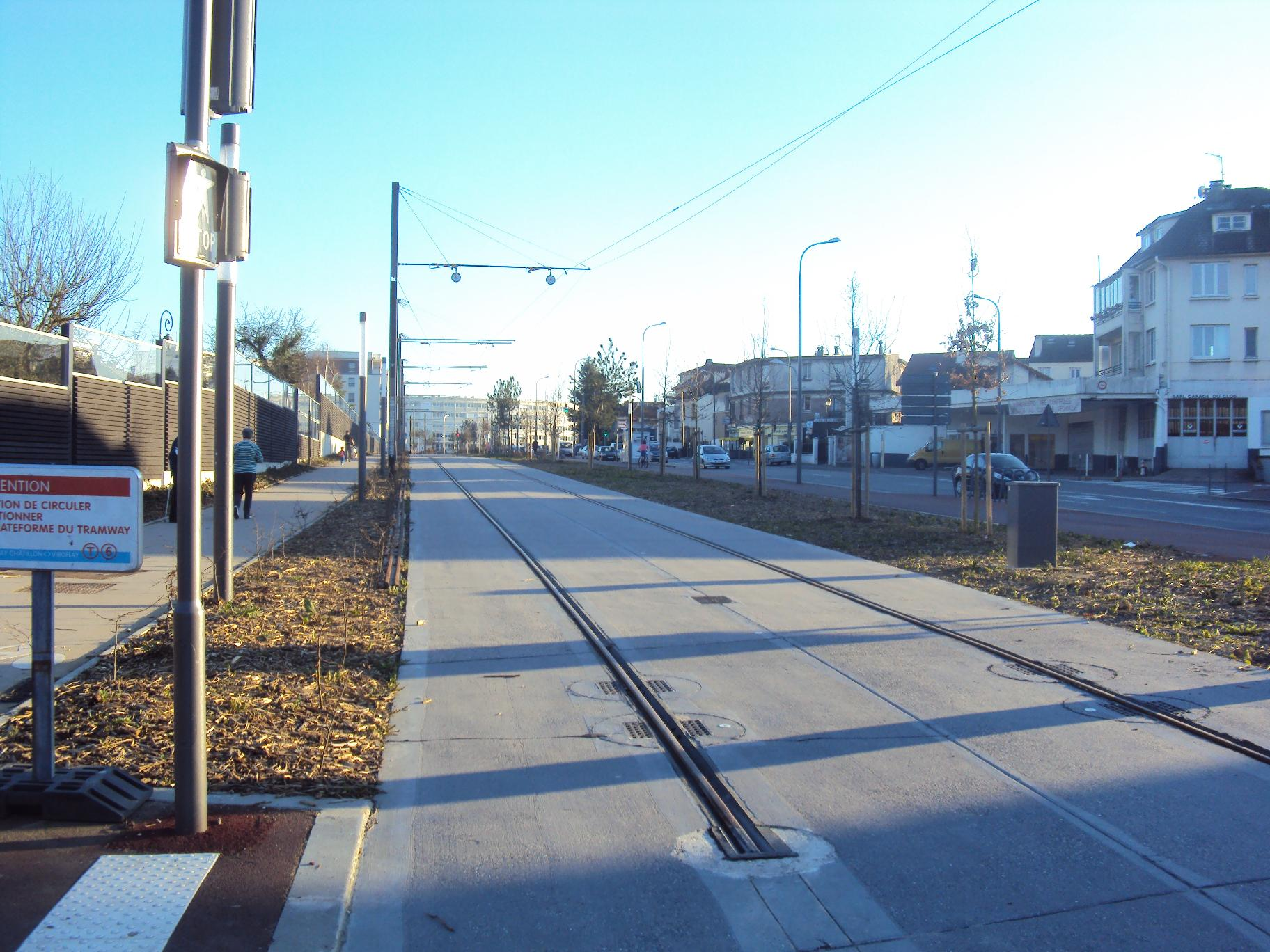
Fin provisoire de la ligne.

Les essais de la ligne débutent le 24 février 2014, dans un premier temps entre Robert Wagner et Division Leclerc. Dans un second temps, à partir d'avril 2014, ils se poursuivent jusqu'à Châtillon - Montrouge. La ligne est mise en service le 13 décembre 2014 sur sa section de surface, de Châtillon - Montrouge à Robert-Wagner. Un an et demi après, le 28 mai 2016, la section souterraine, de Vélizy à Viroflay-Rive-Droite est mise en service à son tour. Son inauguration a lieu le 11 juin 2016.
Cette ligne est l'un des premiers tramways sur pneumatiques avec des rames de six voitures.

## Tracé et stations

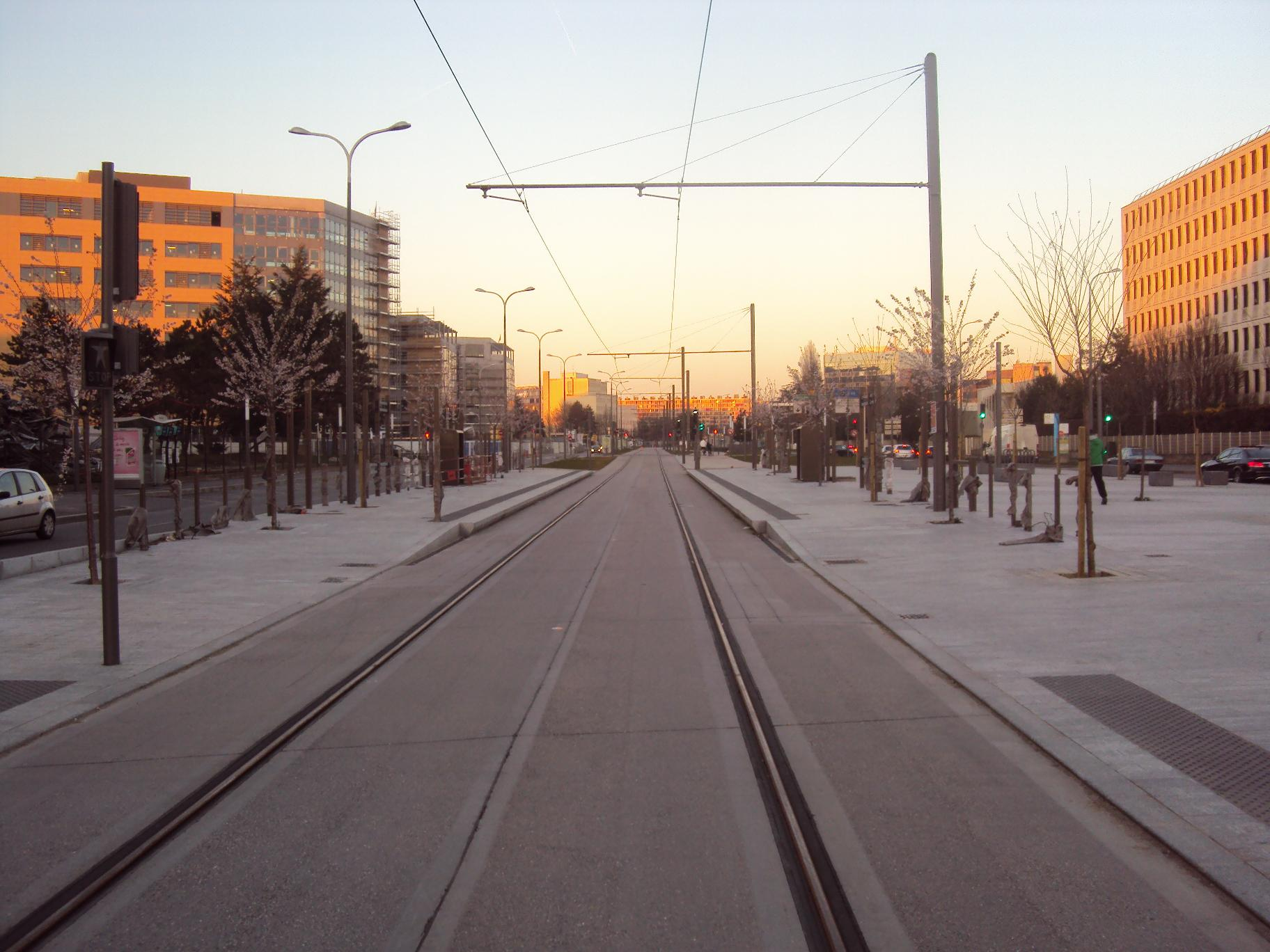
La plate-forme du T6 dans Vélizy-Villacoublay en mars 2014.

La ligne T6 est longue de 14 kilomètres, dont 1,6 en souterrain. Elle a pour objectif d’améliorer les déplacements à l’ouest de Paris en renforçant l’offre de transport en commun. Elle relie le département des Hauts-de-Seine à celui des Yvelines, desservant pour ce faire, les communes de Châtillon, Clamart, Fontenay-aux-Roses, Meudon, Vélizy-Villacoublay et de Viroflay. Selon les défenseurs du projet, les communes de Montrouge, Malakoff et du Plessis-Robinson bénéficient également indirectement de cette nouvelle liaison, grâce à leur proximité. Certains regrettent néanmoins que ces communes ne soient pas plus directement desservies, évoquant par exemple la nécessité d'un prolongement jusqu'à la station de métro Mairie de Montrouge.

### Tracé
La station terminus de Châtillon-Montrouge a la particularité de s'insérer sous un immeuble de bureaux, le Carat, construit en 2005 (et dont l'agencement anticipait l'implantation de cette station),.
De Châtillon à Vélizy, le tramway circule en surface en suivant principalement les routes départementales 53, 57 et 906 (ex-Route nationale 306). La ligne occupe majoritairement des espaces réservés (site propre), à l'exception de la route du Pavé-Blanc à Clamart où la plateforme est partagée avec le reste de la circulation. Au croisement de cette même route avec l'avenue du Général-de-Gaulle, la ligne effectue un virage à presque 120 degrés.
Après avoir desservi Vélizy, la ligne passe en souterrain, sur une longueur de 1 600 m sous Viroflay, avec deux stations souterraines (dont la station terminus) présentant des aménagements similaires à ceux d'une station de métro,.
Le tracé comporte deux rampes (sections en pente) : l'une au niveau de l'avenue de Verdun (Châtillon), incluant la station Parc André Malraux (dont l'annonce sonore avertit que la station est en forte pente) ; l'autre entre la sortie du tunnel de Viroflay et le plateau de Vélizy, qui atteint les 10 %,.

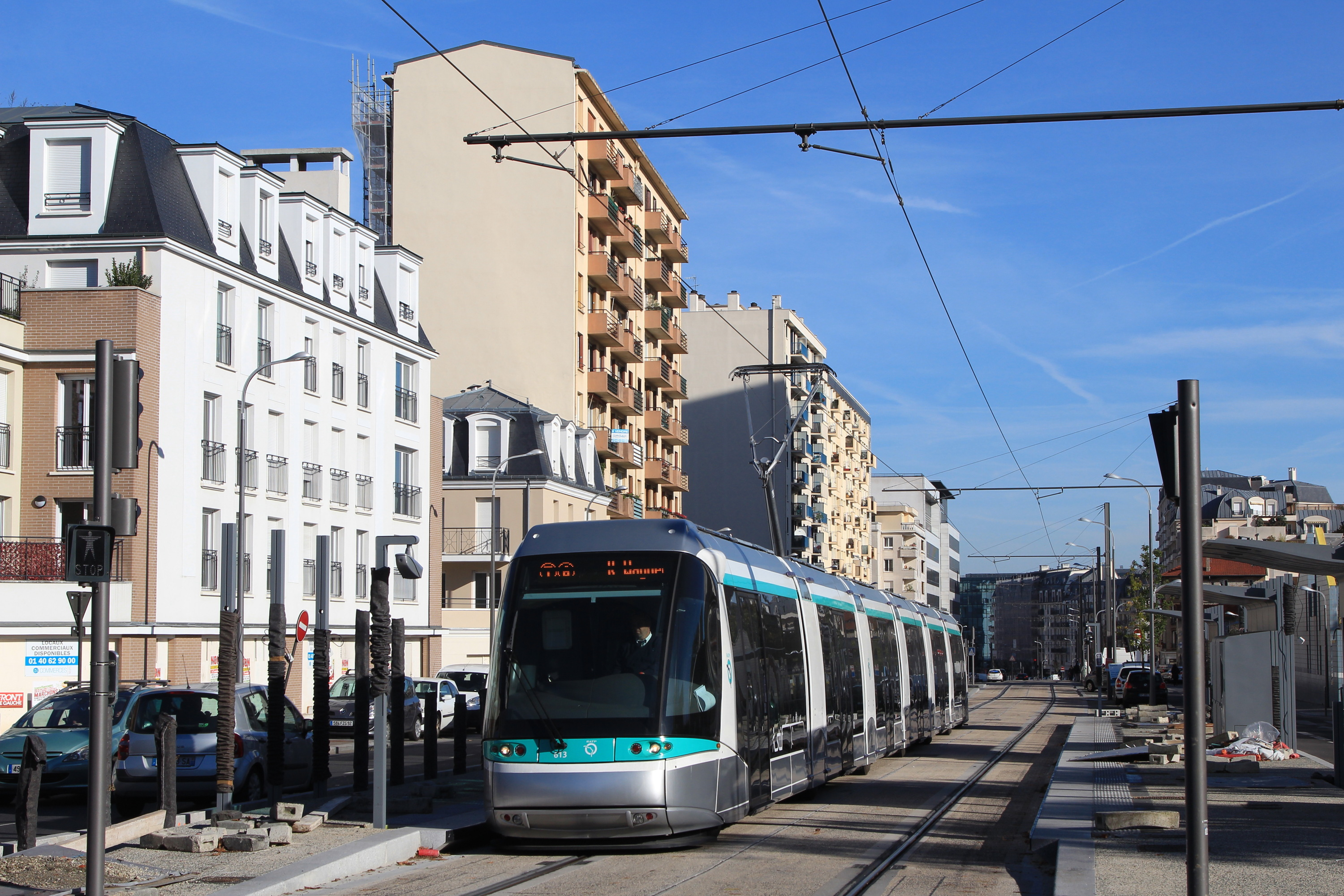
Une rame de tramway à la station Vauban pendant les essais, avant l'ouverture de la ligne.

Les principaux sites desservis comprennent :
- l'hôpital Antoine-Béclère de Clamart, à quatorze minutes de la station Châtillon - Montrouge (ligne 13 du métro) et face à la station Hôpital Béclère ;
- la place du 8-Mai-1945 de Châtillon , à vingt minutes de l'IUT de Vélizy-Villacoublay ;
- les sites du Commissariat à l'énergie atomique et aux énergies alternatives et de l'Autorité de Sûreté Nucléaire et de Radioprotection de Fontenay-aux-Roses, à cinq minutes de la station Châtillon - Montrouge et face à la station Division Leclerc;
- le centre commercial Westfield Vélizy 2 à 400 mètres de la station Vélizy 2 ;
- la zone d'emplois Novéos au Plessis-Robinson, à quinze minutes de la station Châtillon - Montrouge ;
- la zone d'emplois Inovel Parc à Vélizy-Villacoublay.

### Liste des stations
La ligne de tramway T6 comporte vingt-et-une stations, douze dans les Hauts-de-Seine, neuf dans les Yvelines, en correspondance avec les lignes de bus et le métro, :
|  |   |  | Station                | Lat/Long                    | Zone | Communes            | Correspondances                                  |
|  | - |  | ---------------------- | --------------------------- | ---- | ------------------- | ------------------------------------------------ |
|  | ■ |  | Châtillon - Montrouge  | 48° 48′ 38″ N, 2° 18′ 07″ E | 3    | Châtillon           | (M) · (13)                                       |
|  | • |  | Vauban                 | 48° 48′ 25″ N, 2° 17′ 37″ E | 3    | Châtillon           |                                                  |
|  | • |  | Centre de Châtillon    | 48° 48′ 14″ N, 2° 17′ 19″ E | 3    | Châtillon           |                                                  |
|  | • |  | Parc André Malraux     | 48° 48′ 03″ N, 2° 17′ 00″ E | 3    | Châtillon           |                                                  |
|  | • |  | Division Leclerc       | 48° 47′ 39″ N, 2° 16′ 19″ E | 3    | Châtillon           |                                                  |
|  | • |  | Soleil Levant          | 48° 47′ 24″ N, 2° 15′ 46″ E | 3    | Clamart             |                                                  |
|  | • |  | Hôpital Béclère        | 48° 47′ 13″ N, 2° 15′ 19″ E | 3    | Clamart             | (T) · (10)                                       |
|  | • |  | Mail de la Plaine      | 48° 47′ 00″ N, 2° 14′ 47″ E | 3    | Clamart             |                                                  |
|  | • |  | Pavé Blanc Parc Novéos | 48° 46′ 50″ N, 2° 14′ 22″ E | 3    | Clamart             |                                                  |
|  | • |  | Georges Pompidou       | 48° 47′ 07″ N, 2° 14′ 16″ E | 3    | Clamart             |                                                  |
|  | • |  | Georges Millandy       | 48° 46′ 57″ N, 2° 13′ 43″ E | 3    | Meudon, Clamart     |                                                  |
|  | • |  | Meudon-la-Forêt        | 48° 47′ 02″ N, 2° 13′ 29″ E | 3    | Meudon              |                                                  |
|  | • |  | Vélizy 2               | 48° 47′ 06″ N, 2° 13′ 08″ E | 3    | Vélizy-Villacoublay |                                                  |
|  | • |  | Dewoitine              | 48° 47′ 02″ N, 2° 12′ 56″ E | 3    | Vélizy-Villacoublay |                                                  |
|  | • |  | Inovel Parc Nord       | 48° 46′ 51″ N, 2° 12′ 28″ E | 3    | Vélizy-Villacoublay |                                                  |
|  | • |  | Louvois                | 48° 46′ 48″ N, 2° 11′ 47″ E | 3    | Vélizy-Villacoublay |                                                  |
|  | • |  | Mairie de Vélizy       | 48° 46′ 50″ N, 2° 11′ 20″ E | 3    | Vélizy-Villacoublay |                                                  |
|  | • |  | L'Onde Maison des Arts | 48° 46′ 54″ N, 2° 10′ 53″ E | 3    | Vélizy-Villacoublay |                                                  |
|  | • |  | Robert Wagner          | 48° 47′ 11″ N, 2° 10′ 46″ E | 3    | Vélizy-Villacoublay |                                                  |
|  | • |  | Viroflay-Rive-Gauche   | 48° 48′ 02″ N, 2° 10′ 17″ E | 3    | Viroflay            | (RER) · (C) · Transilien · Ligne N du Transilien |
|  | ■ |  | Viroflay-Rive-Droite   | 48° 48′ 20″ N, 2° 10′ 06″ E | 3    | Viroflay            | Transilien · Ligne L du Transilien               |

Les stations en gras servent de départ ou de terminus à certaines missions. Les coordonnées sont approximatives.

### Intermodalité
Le T6 offre des correspondances avec plusieurs modes de transport (métro, tramway, Transilien et RER). D'est en ouest : la ligne 13 du métro au terminus de Châtillon-Montrouge ; la ligne 10 du tramway à la station Hôpital Béclère ; le RER C et la ligne N du Transilien à la gare de Viroflay-Rive-Gauche ; et enfin la ligne L au terminus de Viroflay-Rive-Droite, desservant la gare éponyme.

#### Stations pendant les travaux

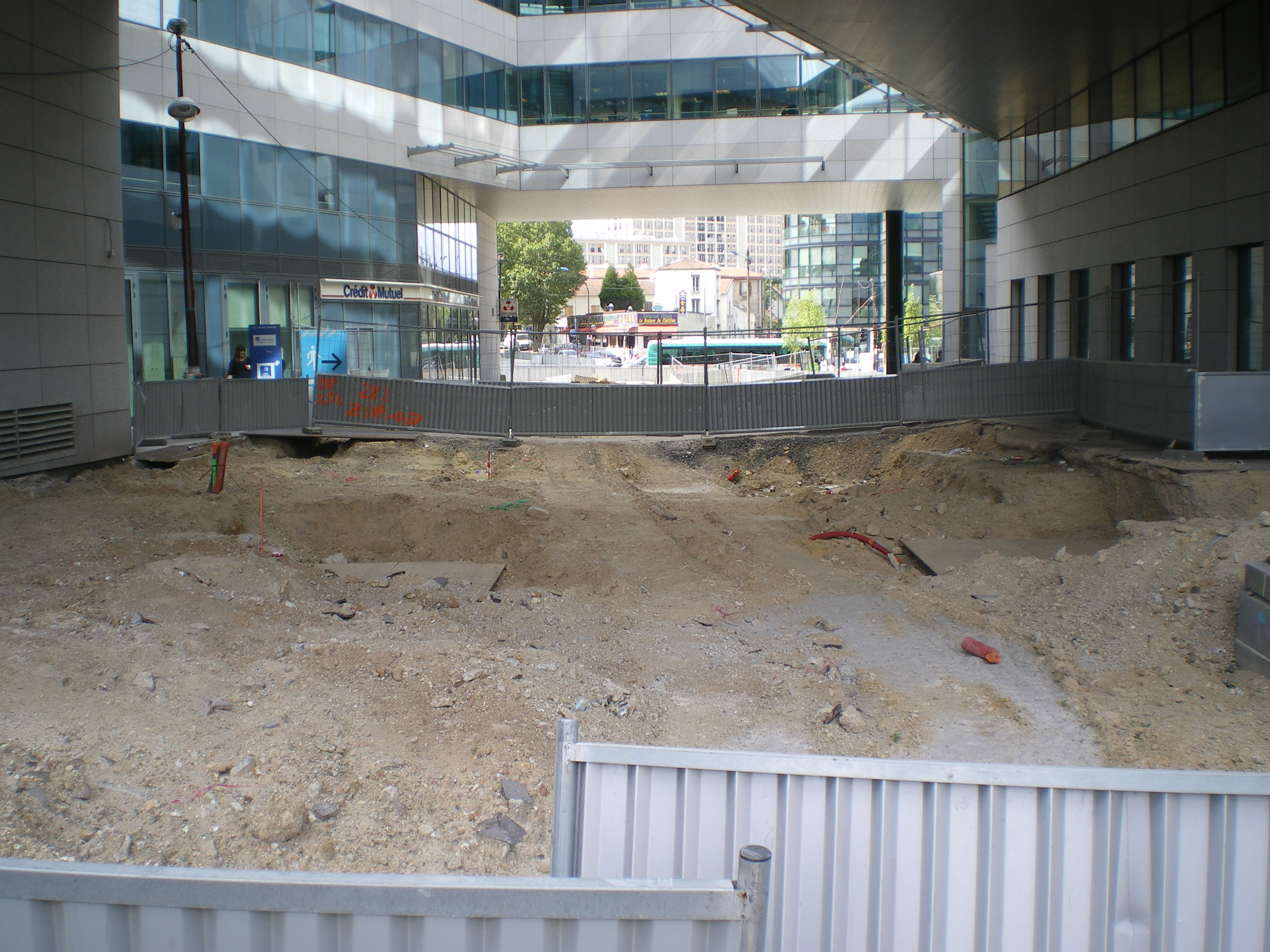
Châtillon - Montrouge.
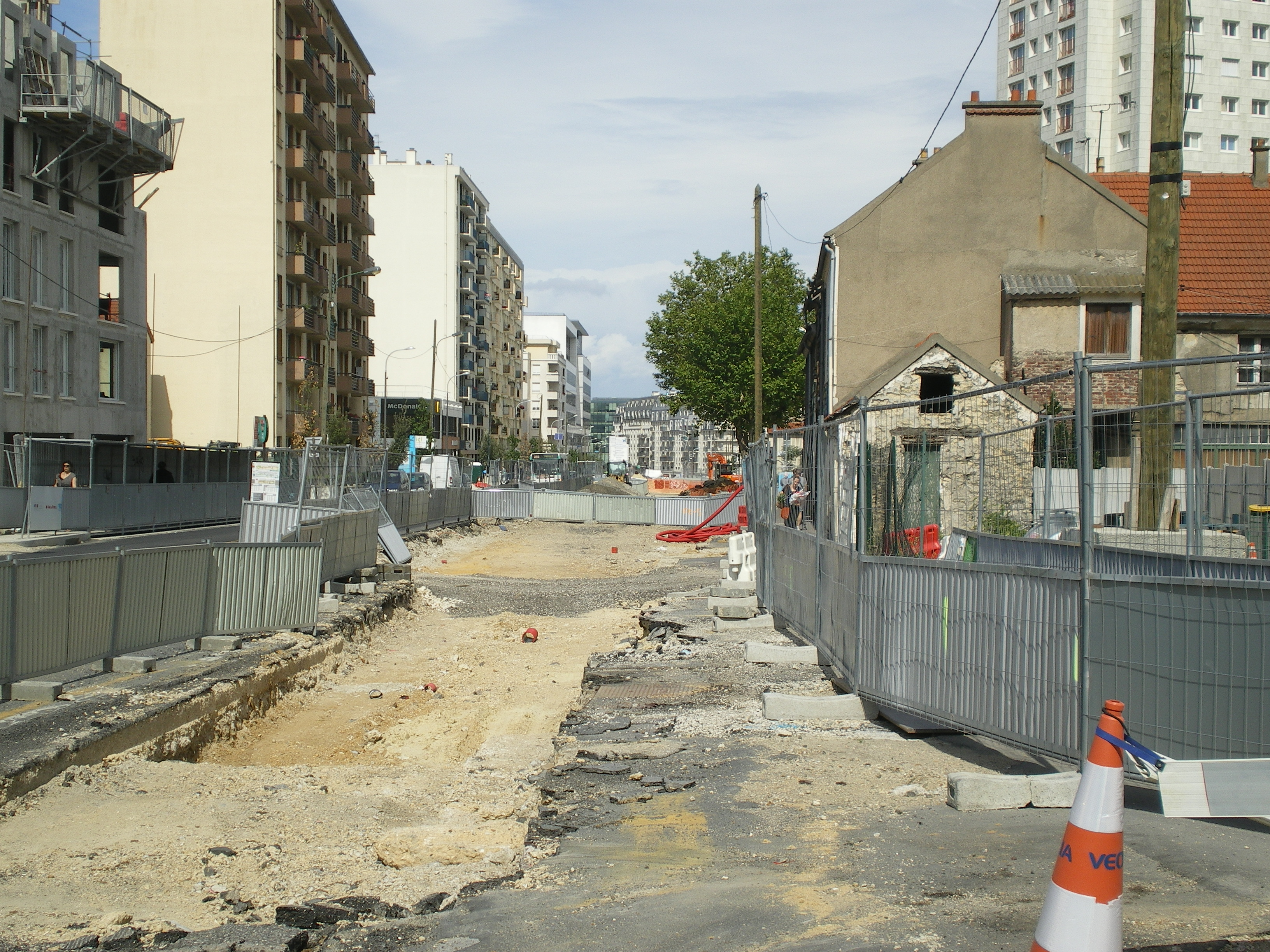
Vauban.
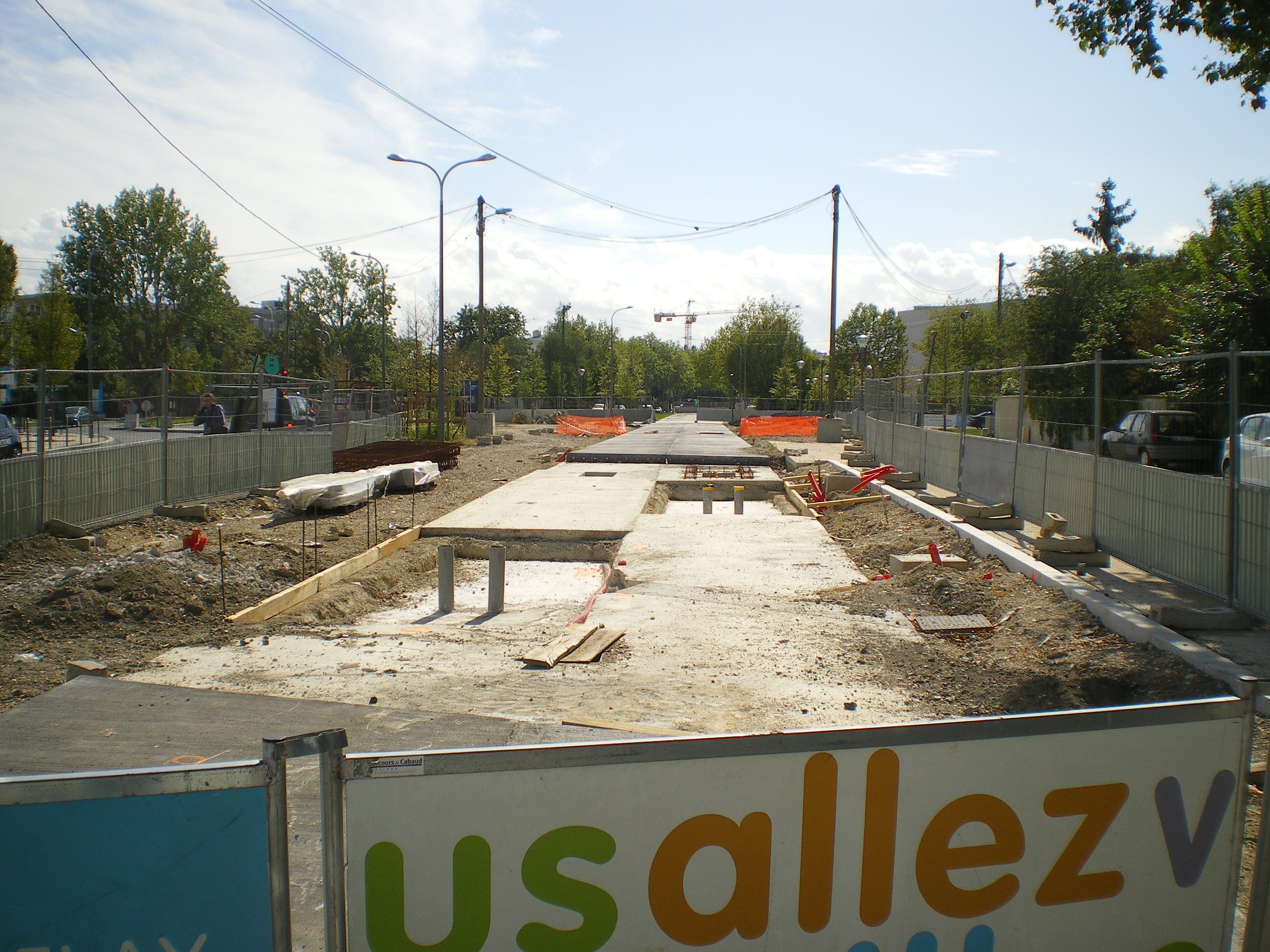
Division Leclerc.
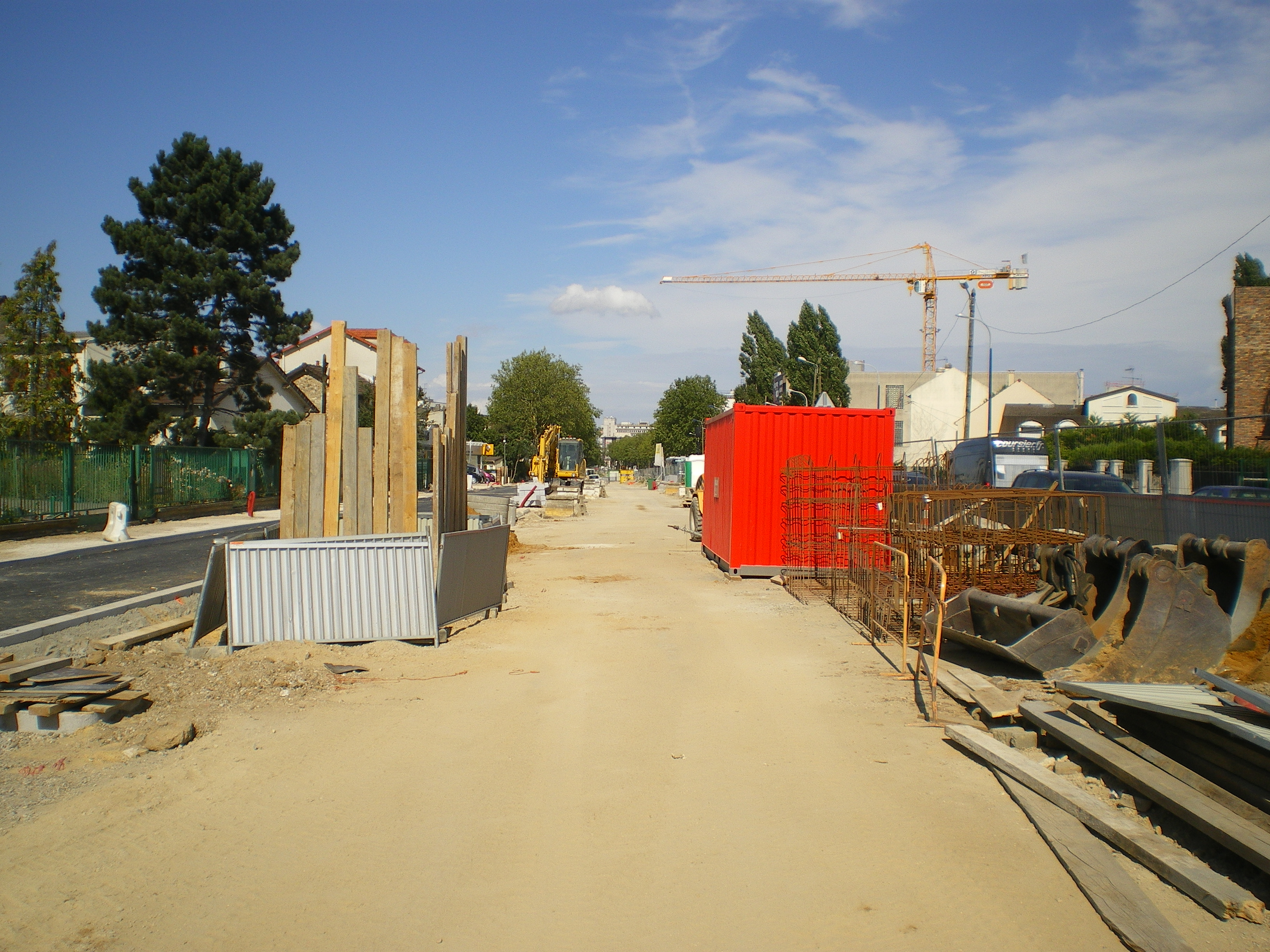
Soleil Levant.
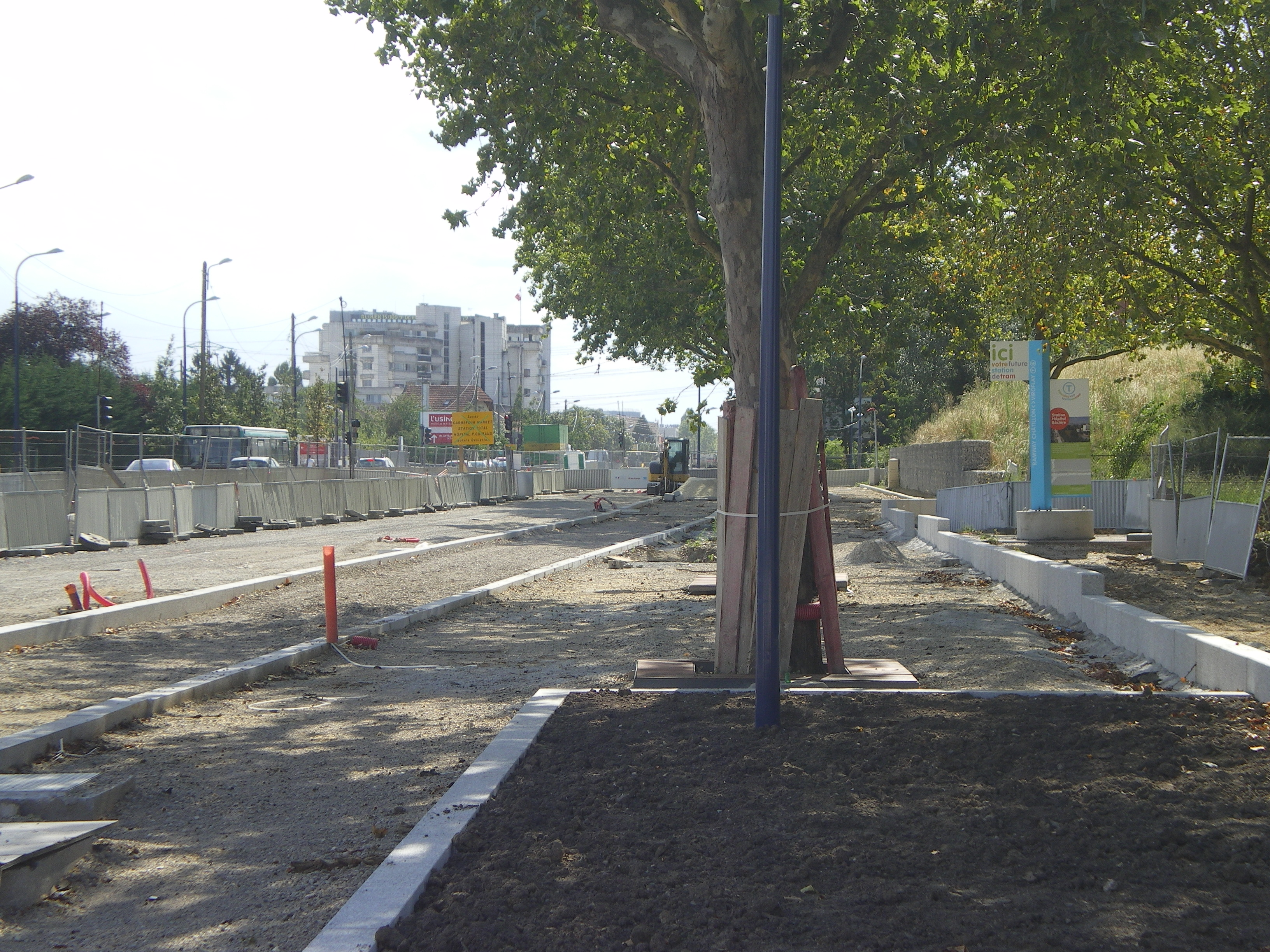
Hôpital Béclère.
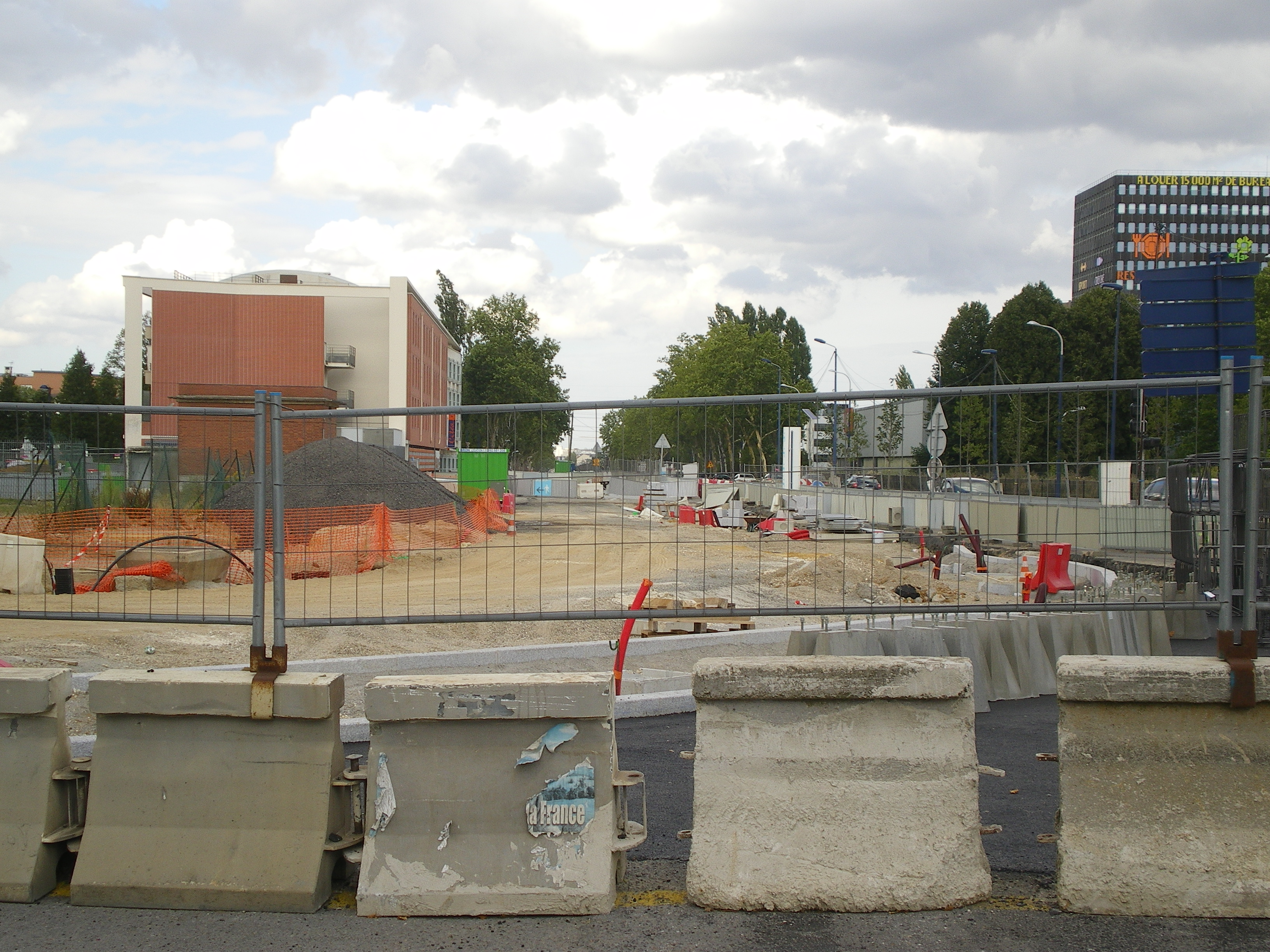
Pavé Blanc.
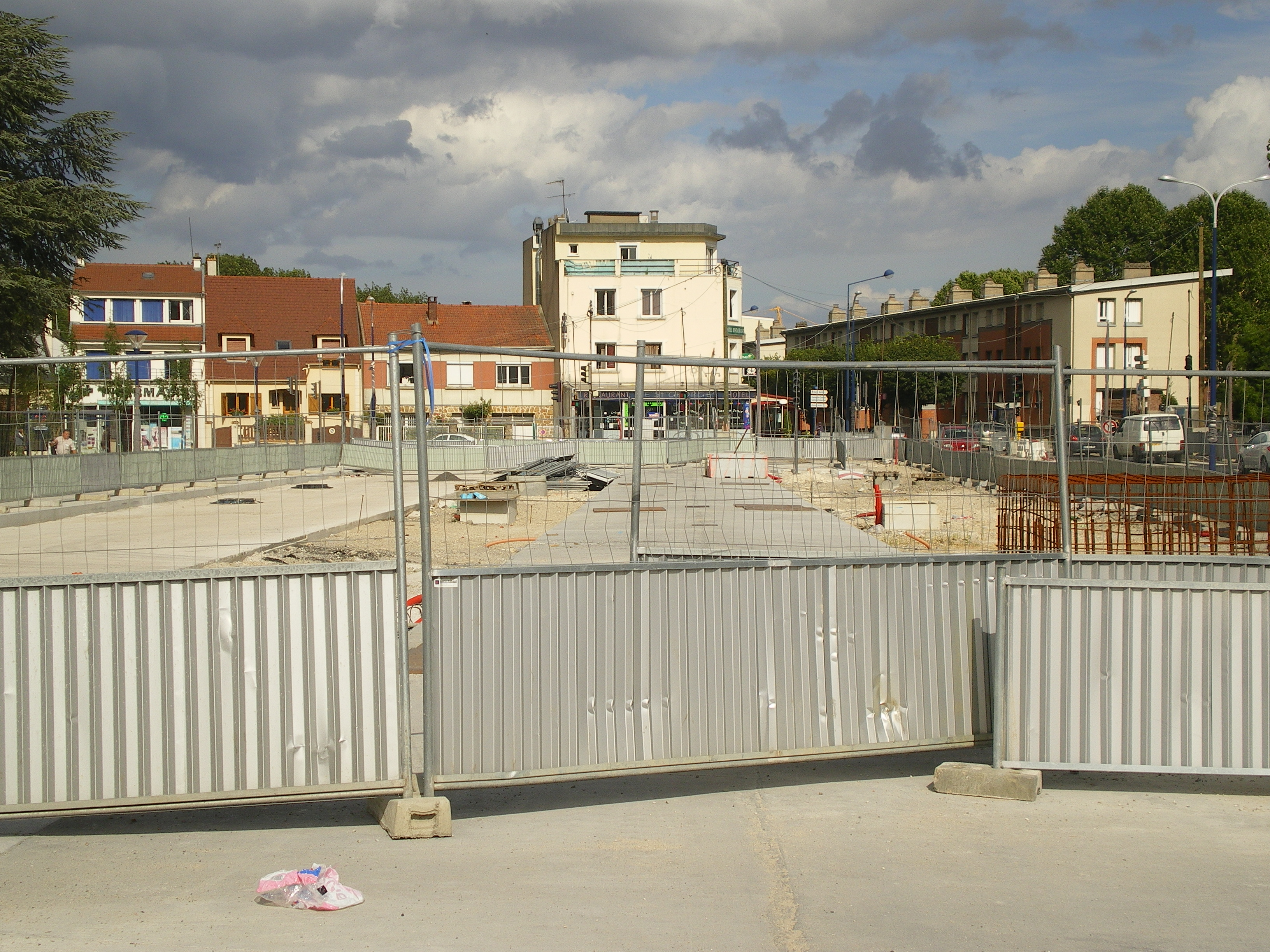
Georges Pompidou.
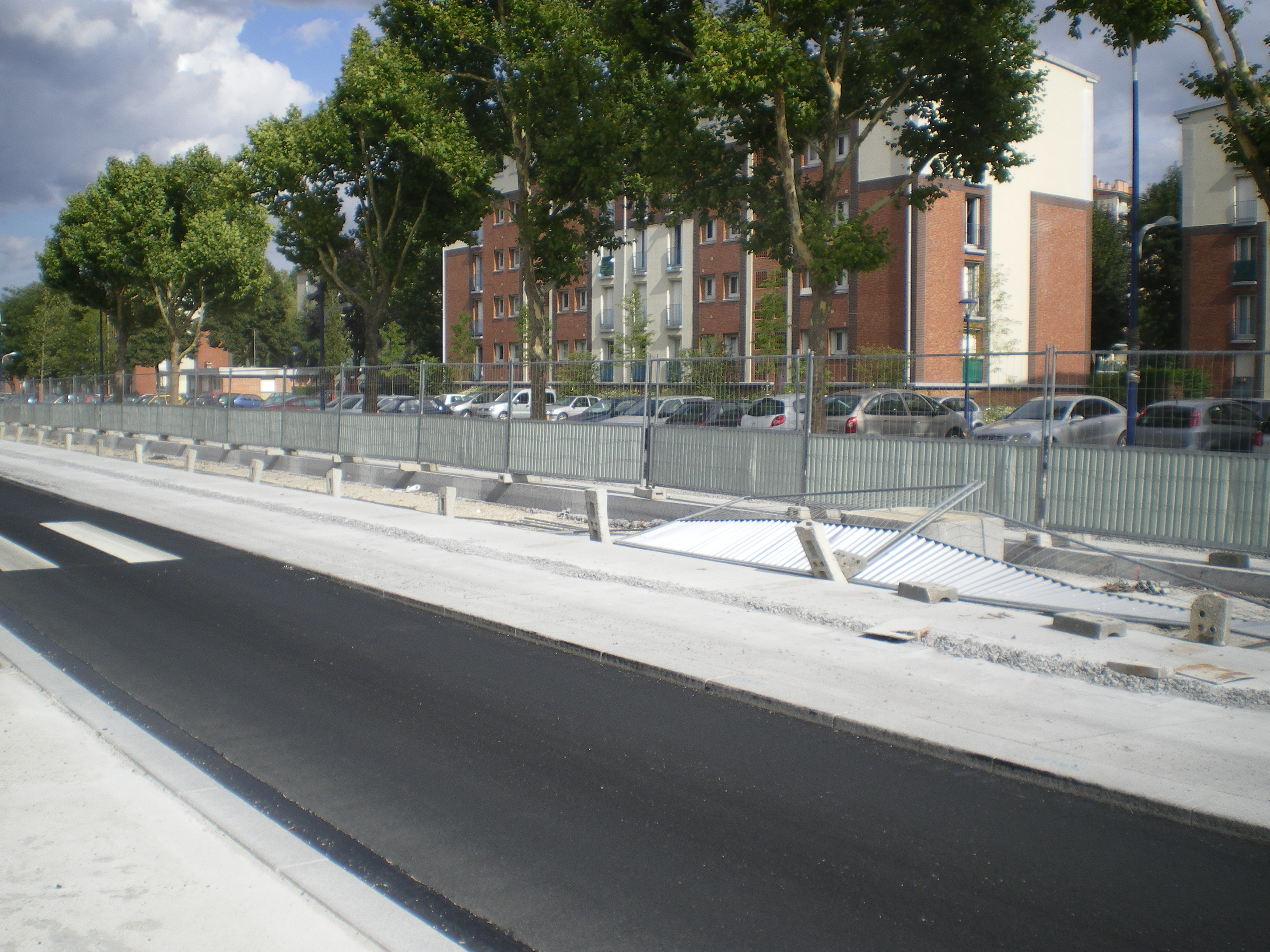
Georges Millandy.
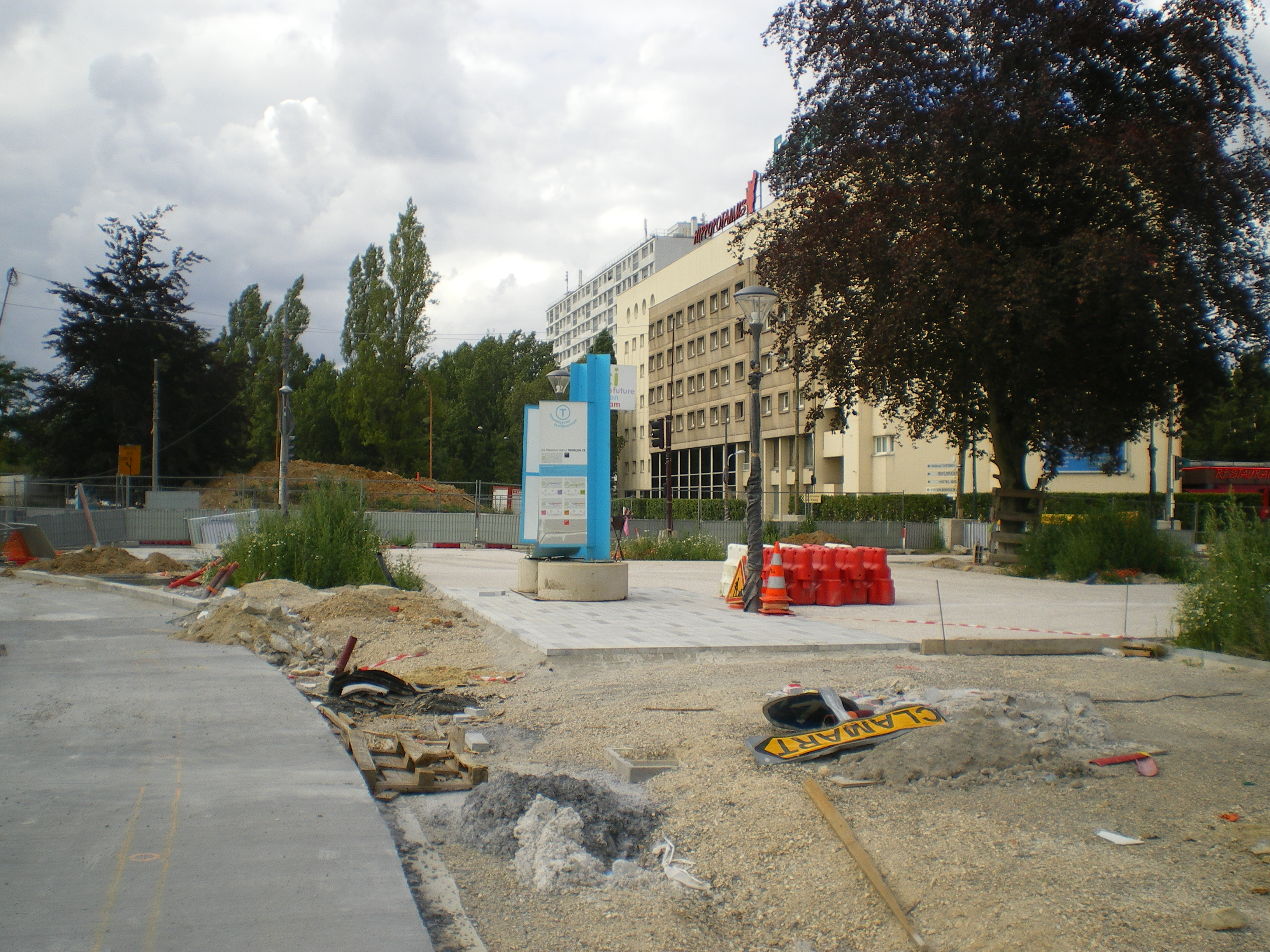
Meudon-la-Forêt.
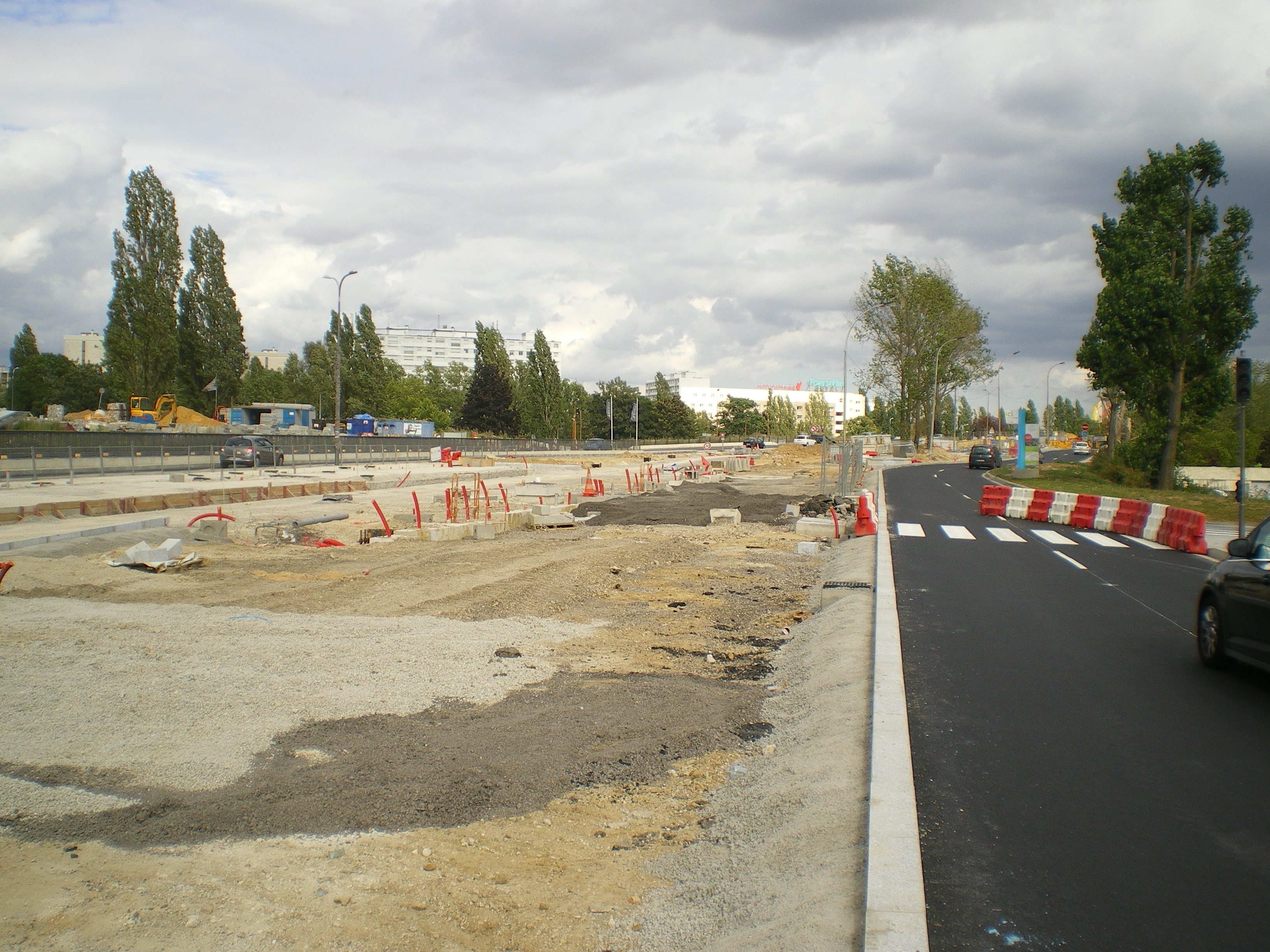
Vélizy 2.
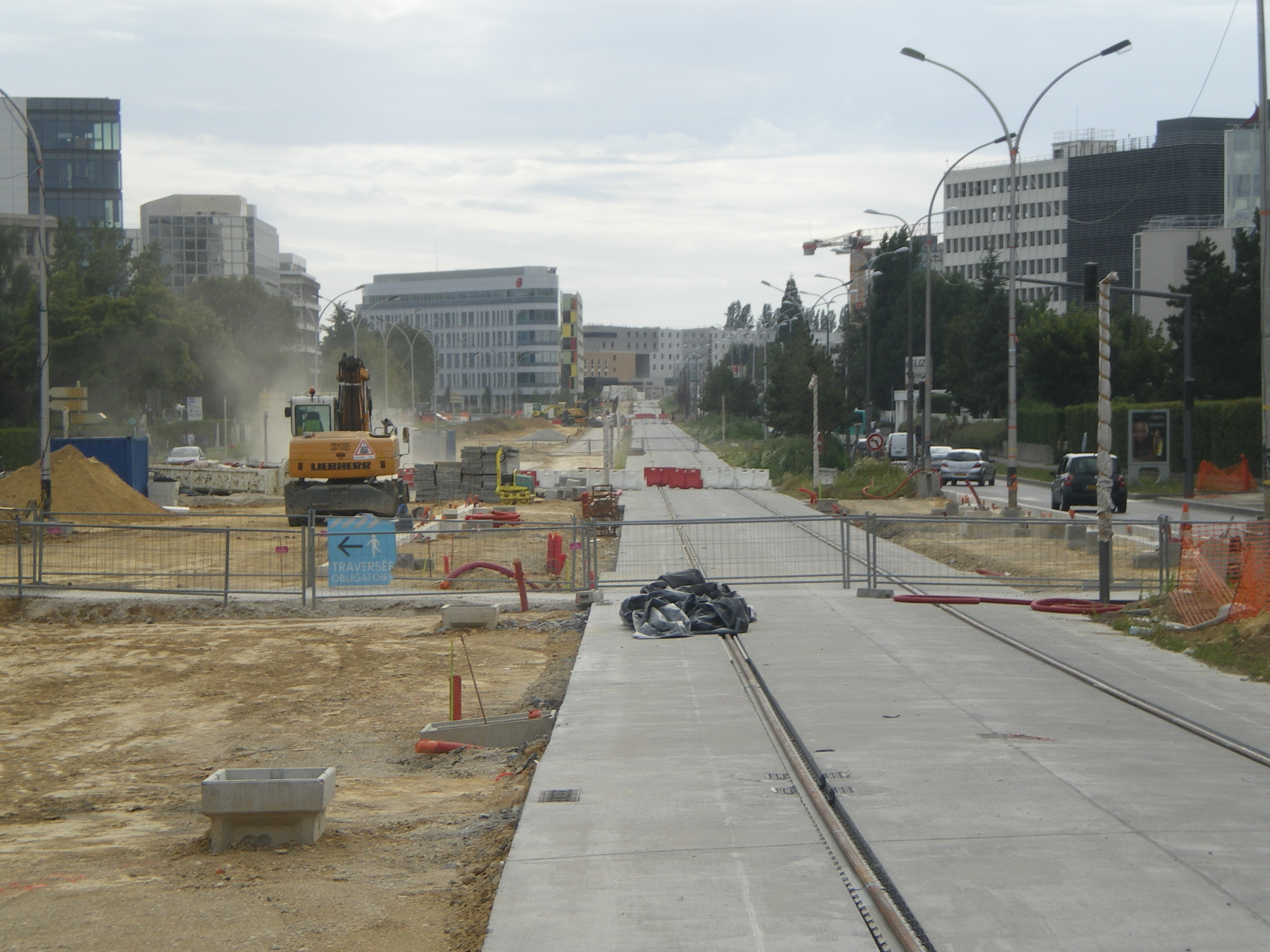
Dewoitine.
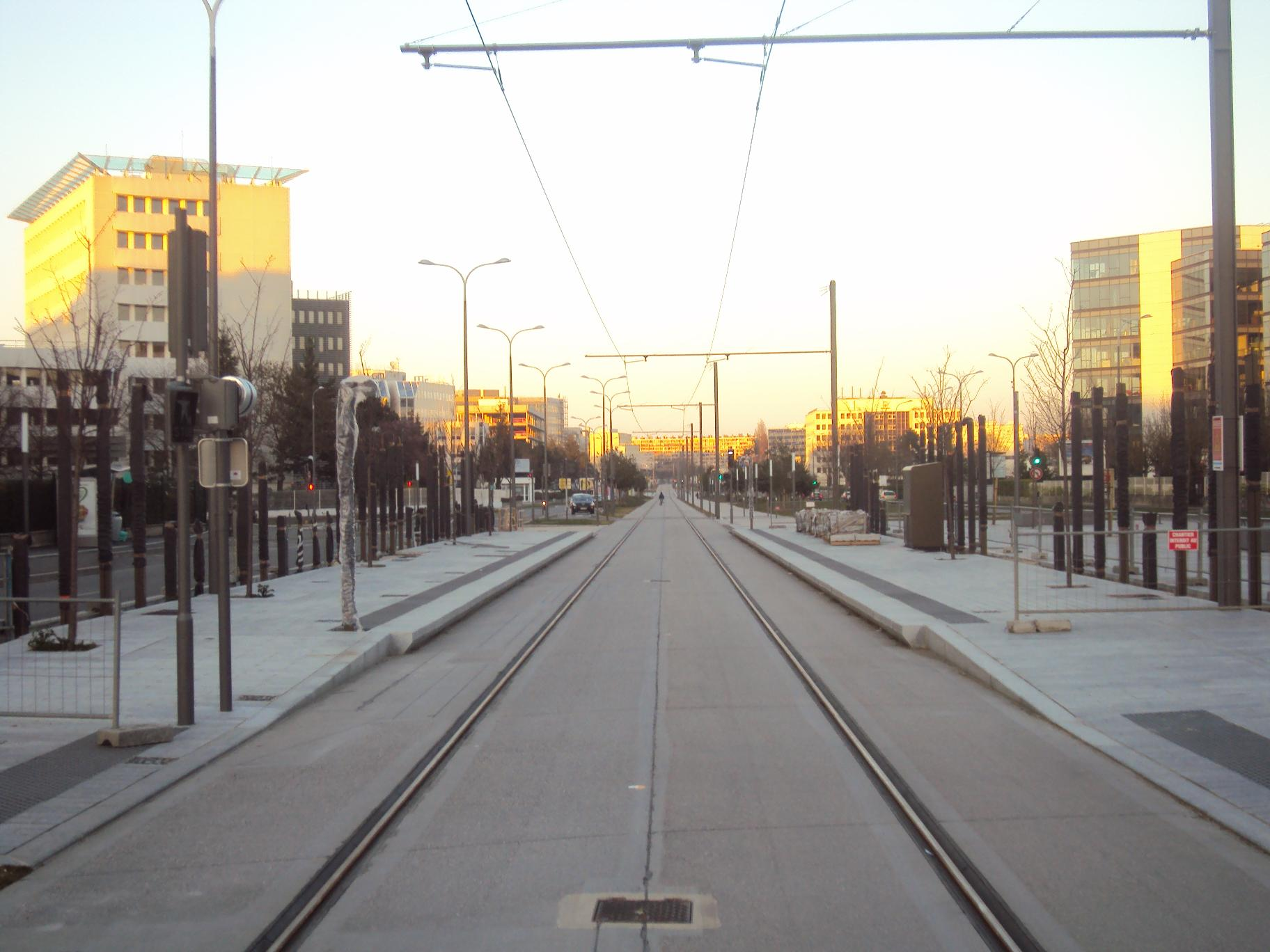
Inovel Parc Nord.
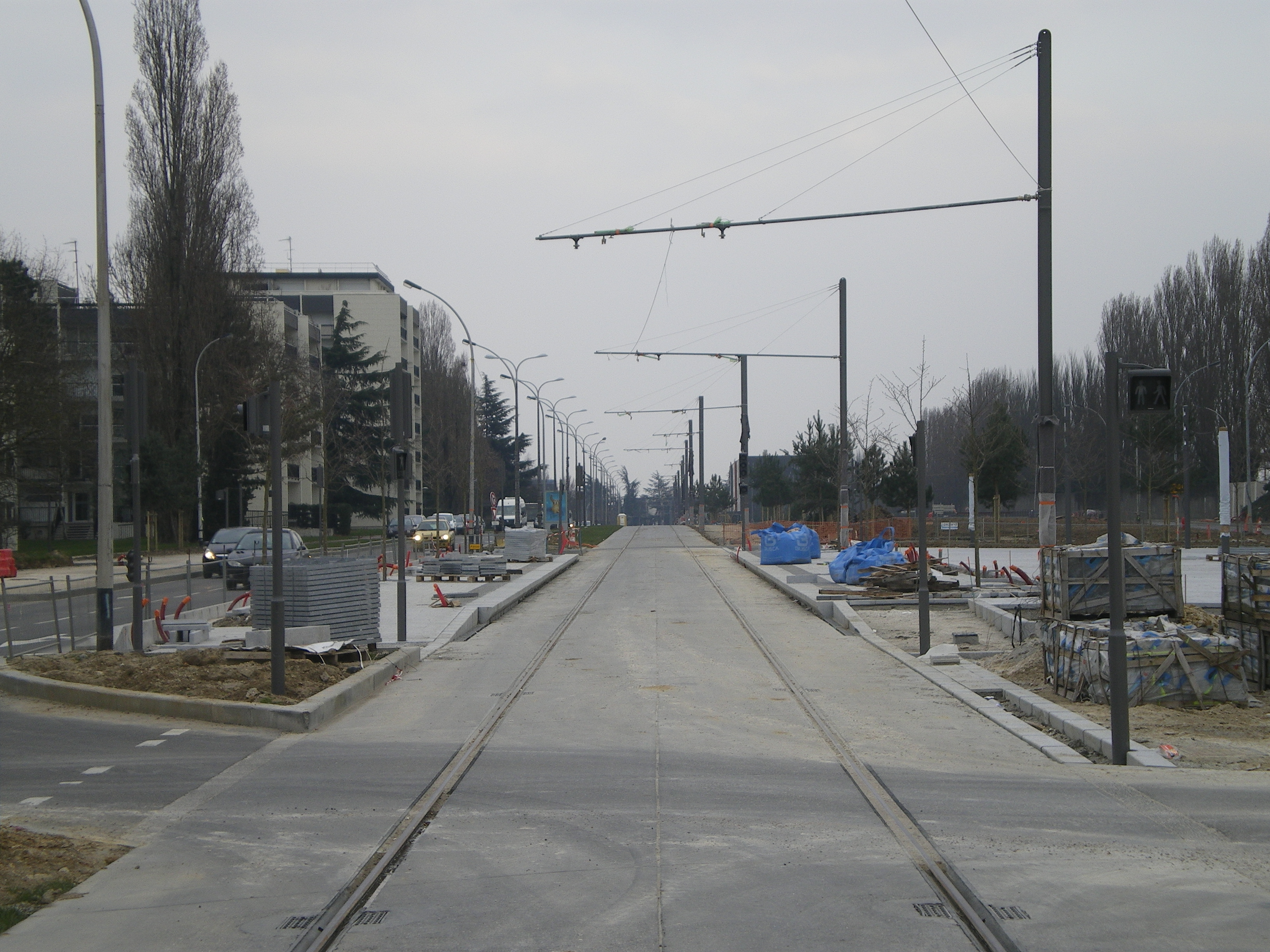
Louvois.
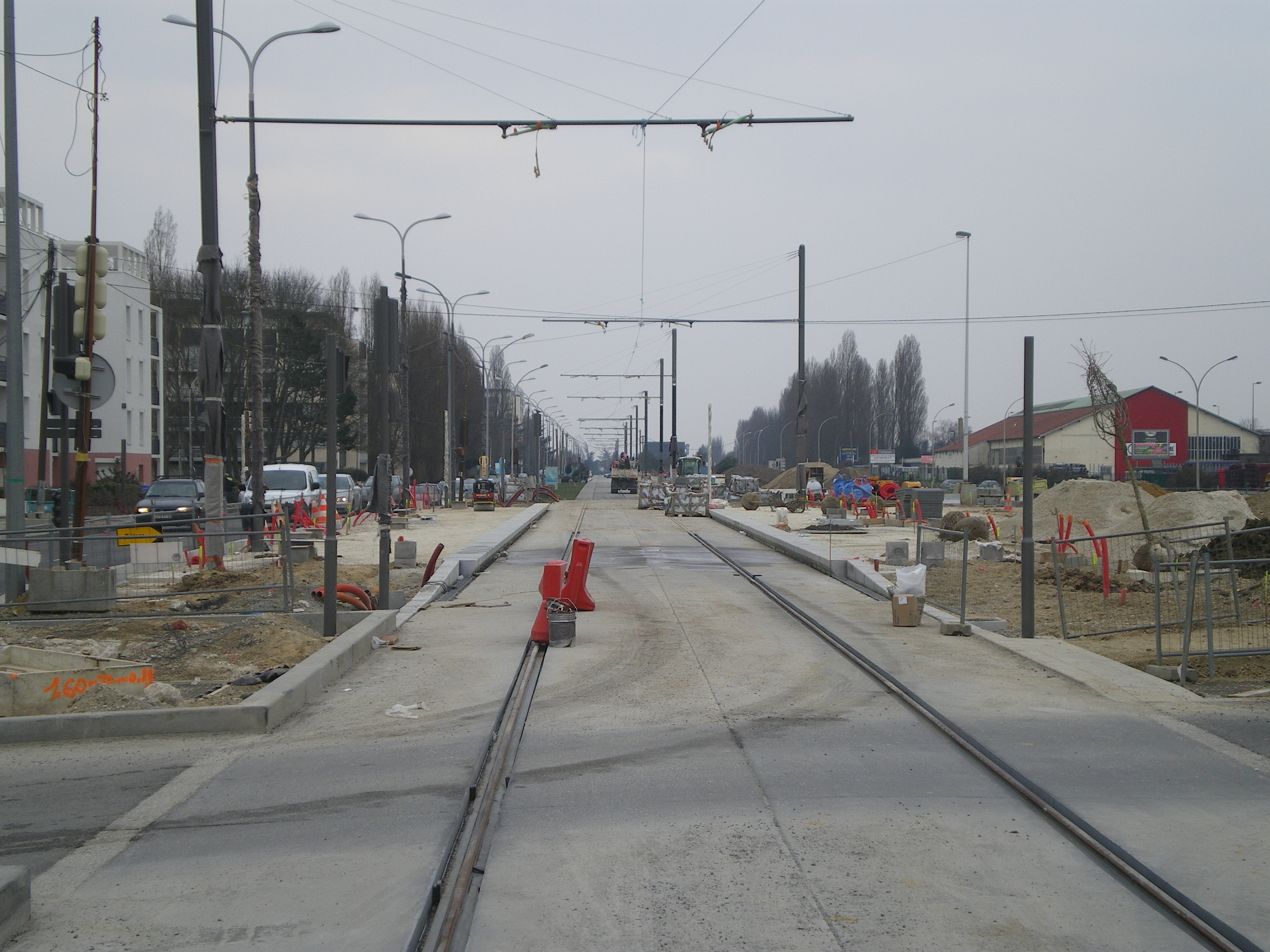
Mairie de Vélizy.
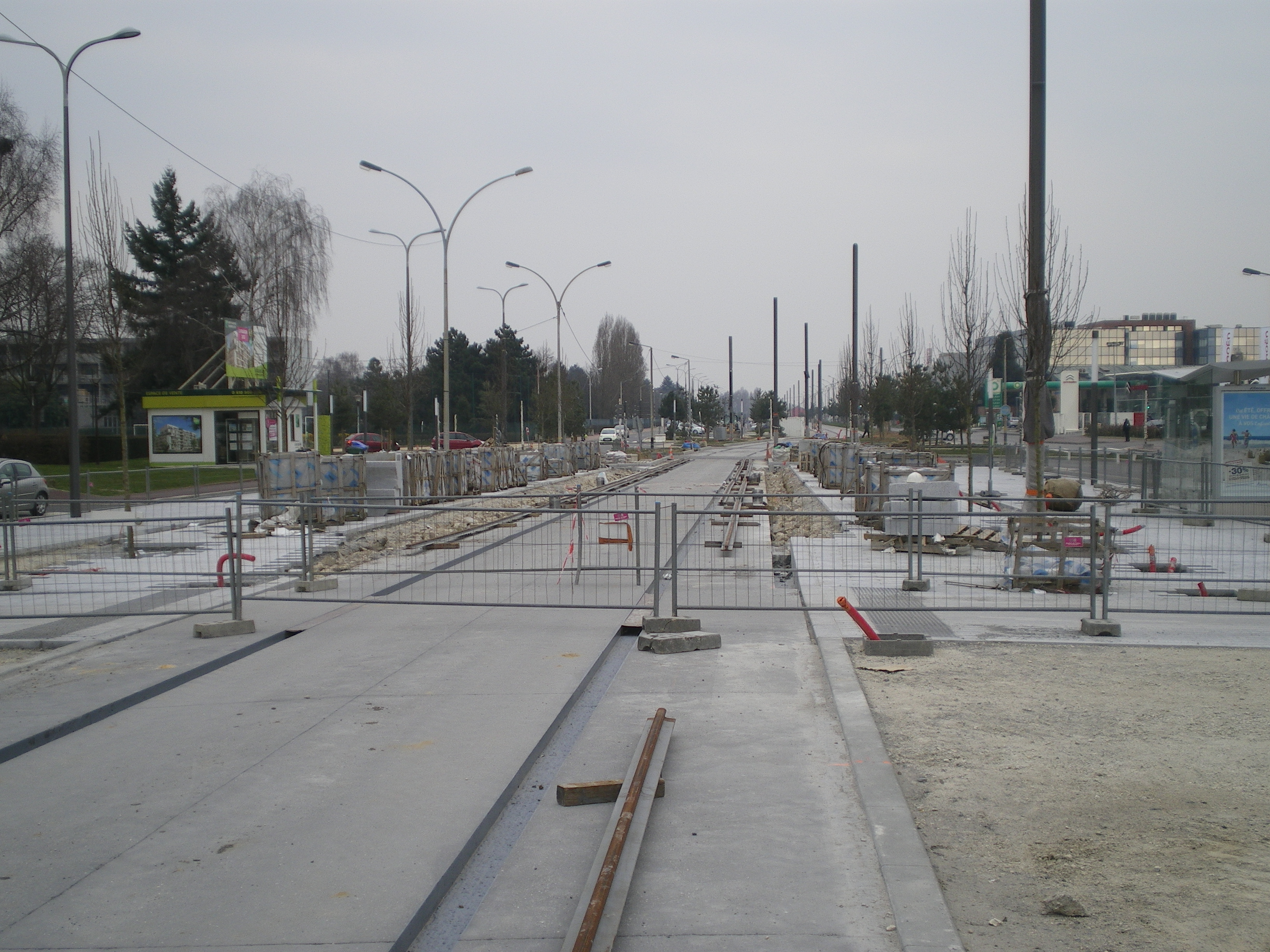
L'Onde.
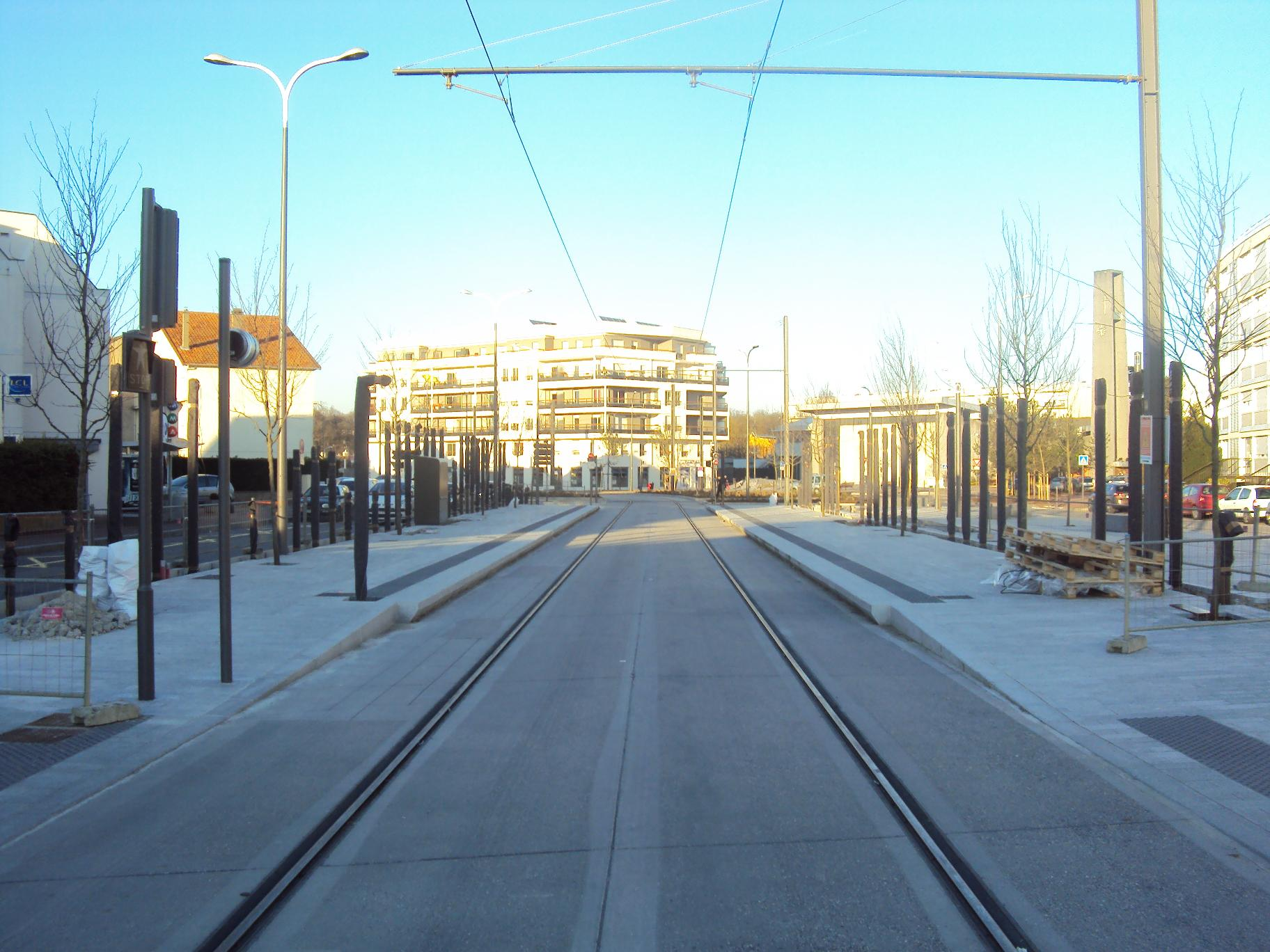
Robert Wagner.
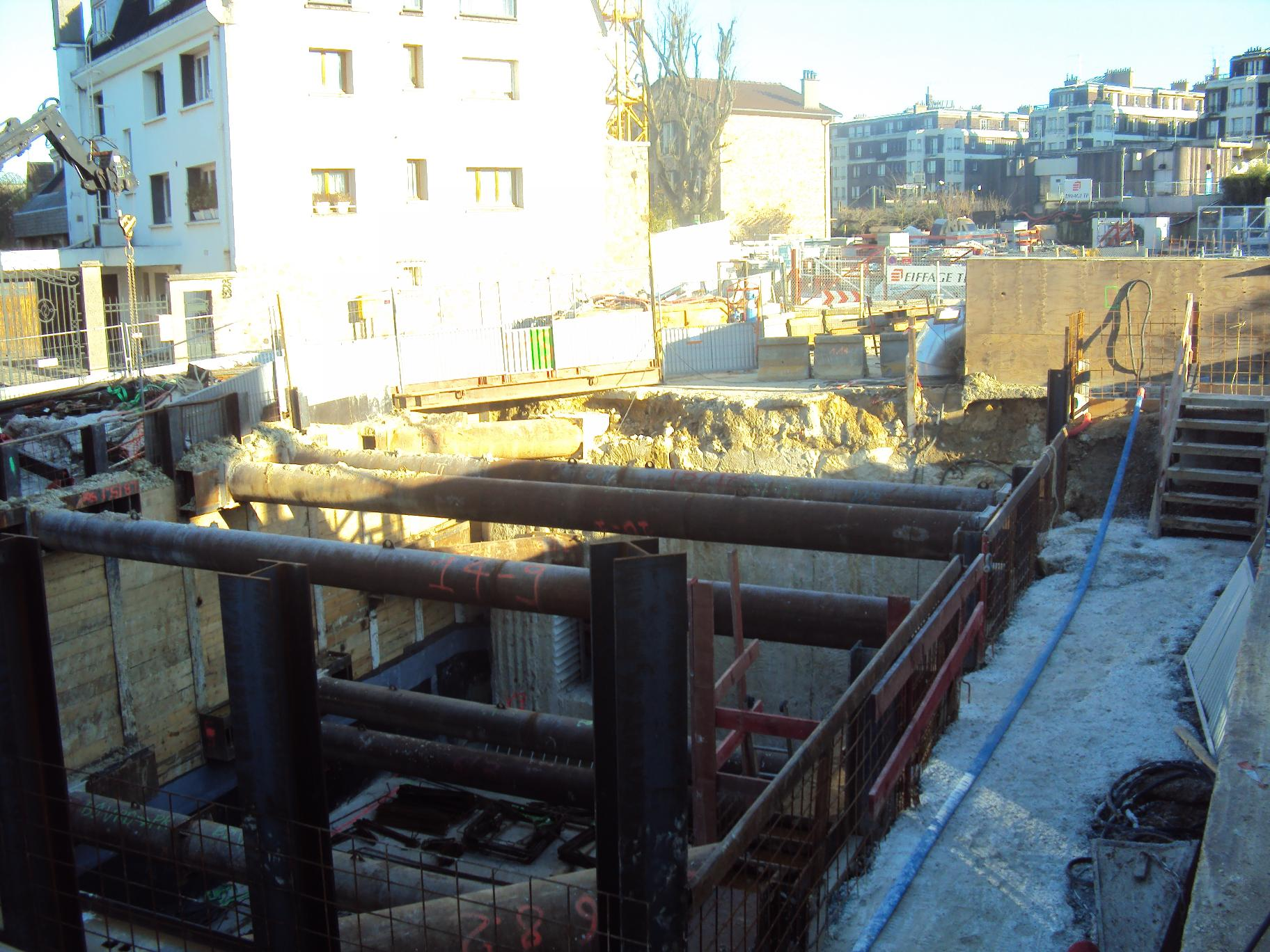
Viroflay–Rive-Gauche.
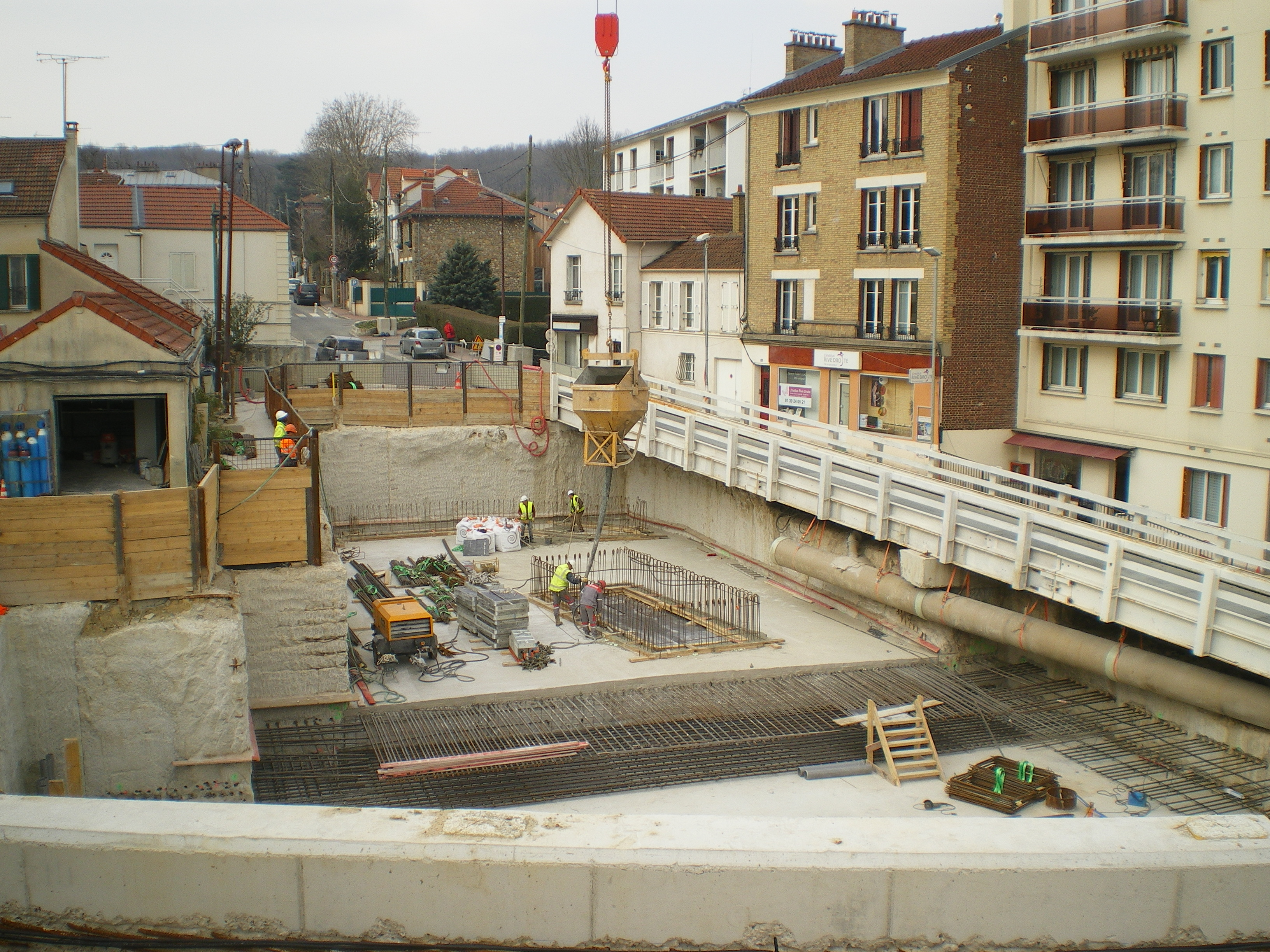
Viroflay–Rive-Droite.

## Exploitation de la ligne
Le parcours, qui comporte dix-neuf stations en 2015, s'effectue en une quarantaine de minutes. La ligne T6 est exploitée au rythme d'un tramway toutes les quatre minutes en période de pointe, et toutes les sept minutes aux heures creuses. Le service est assuré de 5 h à minuit. Le parcours demande 40 minutes d’un terminus à l’autre, pour une vitesse commerciale moyenne de 20 km/h. Depuis le 1er septembre 2015, l'offre de soirée de la ligne est renforcée afin de l’homogénéiser avec celle des autres lignes de tramways. Ainsi, à partir de 22 h 30, elle passe d'une fréquence de vingt à quinze minutes toute la semaine. Six à douze courses supplémentaires sont ainsi créées par jour.

### Matériel roulant

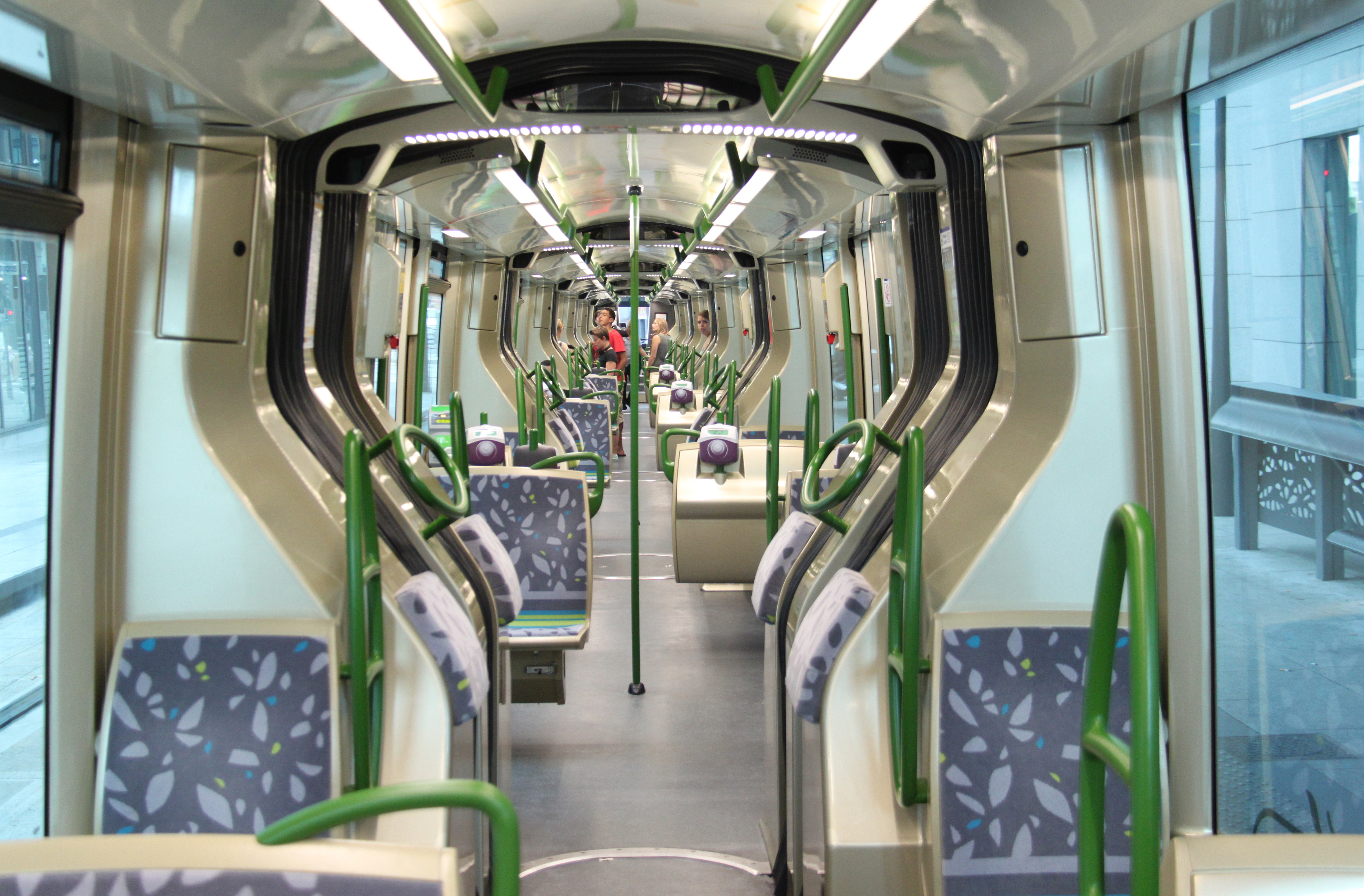
Intérieur d'une rame.

Le tramway Châtillon – Viroflay dispose d’un matériel roulant sur pneu du modèle Translohr STE6. La première rame a été présentée le 14 octobre 2013 sur le site de remisage et de maintenance, à Vélizy-Villacoublay, lors de l'inauguration des installations.
Depuis la mise en service du prolongement à Viroflay-Rive-Droite en date mai 2016, le parc du T6 comprend 28 rames, contre 21 lors de l'ouverture du tronçon initial en 2014.
En juin 2023, une rame est entièrement incendiée pendant une émeute urbaine à la station Georges Pompidou, à Clamart.

### Ateliers
L'entretien des rames de la ligne de tramway T6 a lieu dans un site de remisage et de maintenance situé rue Général Valérie-André (anciennement route Militaire), à Vélizy-Villacoublay. Le site a été inauguré le 14 octobre 2013.

### Conduite et signalisation
La conduite sur la ligne se fait en « conduite à vue ». On trouve seulement des panneaux de limitation de vitesse, des signaux de protection d'itinéraires et des signaux protégeant le franchissement des carrefours. Pour ces derniers, la voirie est équipée de signaux tricolores classiques de type R11v tandis que la ligne est équipée de signaux de type R17 et R18 associés à la signalisation routière.
Sur un fond noir, une barre horizontale de couleur blanche signale l'arrêt, un rond blanc annonce un signal d'arrêt et une barre verticale blanche la voie libre. Une signalisation d'aide à l'exploitation complète ces signaux, un losange lumineux signalant la prise en charge de la demande de priorité au carrefour.
Les signaux de protection d'itinéraires ou signaux d'exploitation se situent avant les appareils de voies (aiguillages). Les panneaux de limitation de vitesse se présentent quant à eux comme des panneaux carrés avec des chiffres noirs sur fond blanc. Enfin, les indicateurs de coupure de courant sont implantés en amont de chaque secteur d'alimentation de la ligne aérienne de contact (LAC). Deux ronds vert alignés en position verticale annoncent une ligne alimentée, rouge alignés en position horizontale une ligne non alimentée.
La partie souterraine est exploitée sur un modèle proche de celui du métro (signaux d'espacements, panneaux de limitations de vitesses identiques, etc.)[réf. nécessaire].

### Tarification et financement

Logo de la ligne 6 du tramway pour Île-de-France Mobilités.

La tarification de la ligne est identique à celle en vigueur sur tout le réseau du tramway d'Île-de-France. Un ticket « bus-tram », qui remplace le ticket t+ au 1er janvier 2025, permet un trajet simple quelle que soit la distance, avec une ou plusieurs correspondances possibles avec les autres lignes de bus et de tramway pendant une durée maximale de 1 h 30 entre la première et dernière validation. En revanche, un ticket validé dans un bus ne permet pas d'emprunter le métro, ni le Transilien et le RER. Une exception existe à titre temporaire pour l'emprunt des T11 à T13, précédemment accessibles avec le billet origine-destination, où le ticket « métro-train-RER » est nécessaire.
Le financement du fonctionnement de la ligne (entretien, matériel et charges de personnel) est assuré par l'exploitant. Cependant, les tarifs des billets et abonnements dont le montant est limité par décision politique ne couvrent pas les frais réels de transport. Le manque à gagner est compensé par l'autorité organisatrice, Île-de-France Mobilités, présidée depuis 2005 par le président du Conseil régional d'Île-de-France et composé d'élus locaux. Elle définit les conditions générales d'exploitation ainsi que la durée et la fréquence des services. L'équilibre financier du fonctionnement est assuré par une dotation globale annuelle aux transporteurs de la région grâce au versement mobilité payé par les entreprises et aux contributions des collectivités publiques.

### Partenaires et coût du projet

#### Partenaires du projet
Dans le cadre du Contrat de plan État-région 2000-2006, sous le pilotage du STIF, les Conseils généraux des Hauts-de-Seine et des Yvelines et la RATP sont maîtres d'ouvrage partenaires du tramway Châtillon - Viroflay.
Les Conseils généraux des Hauts-de-Seine et des Yvelines ont en charge la maîtrise d'ouvrage de l'infrastructure et de l'insertion urbaine pour les sections du tracé situées sur leurs territoires respectifs. La RATP assure la maîtrise d'ouvrage du système de transport.

#### Coût du projet
Le coût du projet, hors matériel roulant, de 384 millions d'euros HT est financé par : 
- la Région Île-de-France (190,58 M€) ;
- l'État (61,63 M€) ;
- le Conseil général des Hauts-de-Seine (76,43 M€) ;
- le Conseil général des Yvelines (52,08 M€) ;
- la RATP (3,36 M€).

Le coût du matériel roulant, estimé à 137 millions d'euros, est financé à 100 % par le STIF, conformément à l’accord STIF/RATP sur le financement par crédit-bail des rames de tramway.

### Trafic

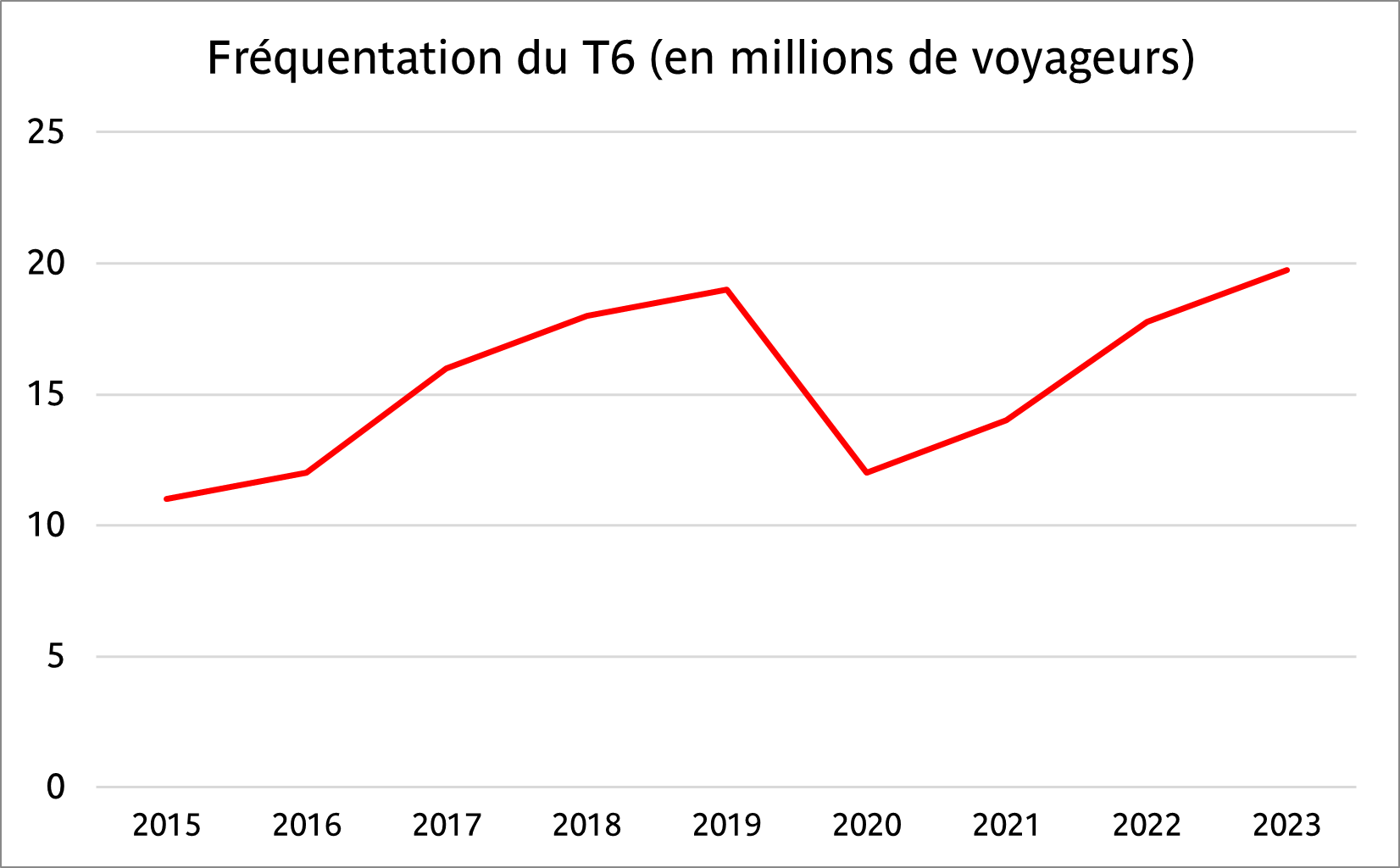
Fréquentation du T6.

Le trafic escompté avant la mise en service complète de la ligne, entre Châtillon-Montrouge et Viroflay-Rive-Droite, était de 22 millions de voyageurs chaque année et 82 000 voyageurs chaque jour,. En 2016, avant le prolongement de Robert Wagner à Viroflay-Rive-Droite, la ligne transportait 50 000 voyageurs par jour. En avril 2017, ce nombre s'élève à 57 200, alors que la ligne est intégralement ouverte depuis mai 2016.
| Années                            | 2015 | 2016 | 2017 | 2018 | 2019 | 2020 | 2021 | 2022 | 2023 |
| --------------------------------- | ---- | ---- | ---- | ---- | ---- | ---- | ---- | ---- | ---- |
| Nombre de voyageurs (en millions) | 11   | 12   | 16   | 18   | 19   | 12   | 14   | 18   | 20   |

## Réalisation des travaux

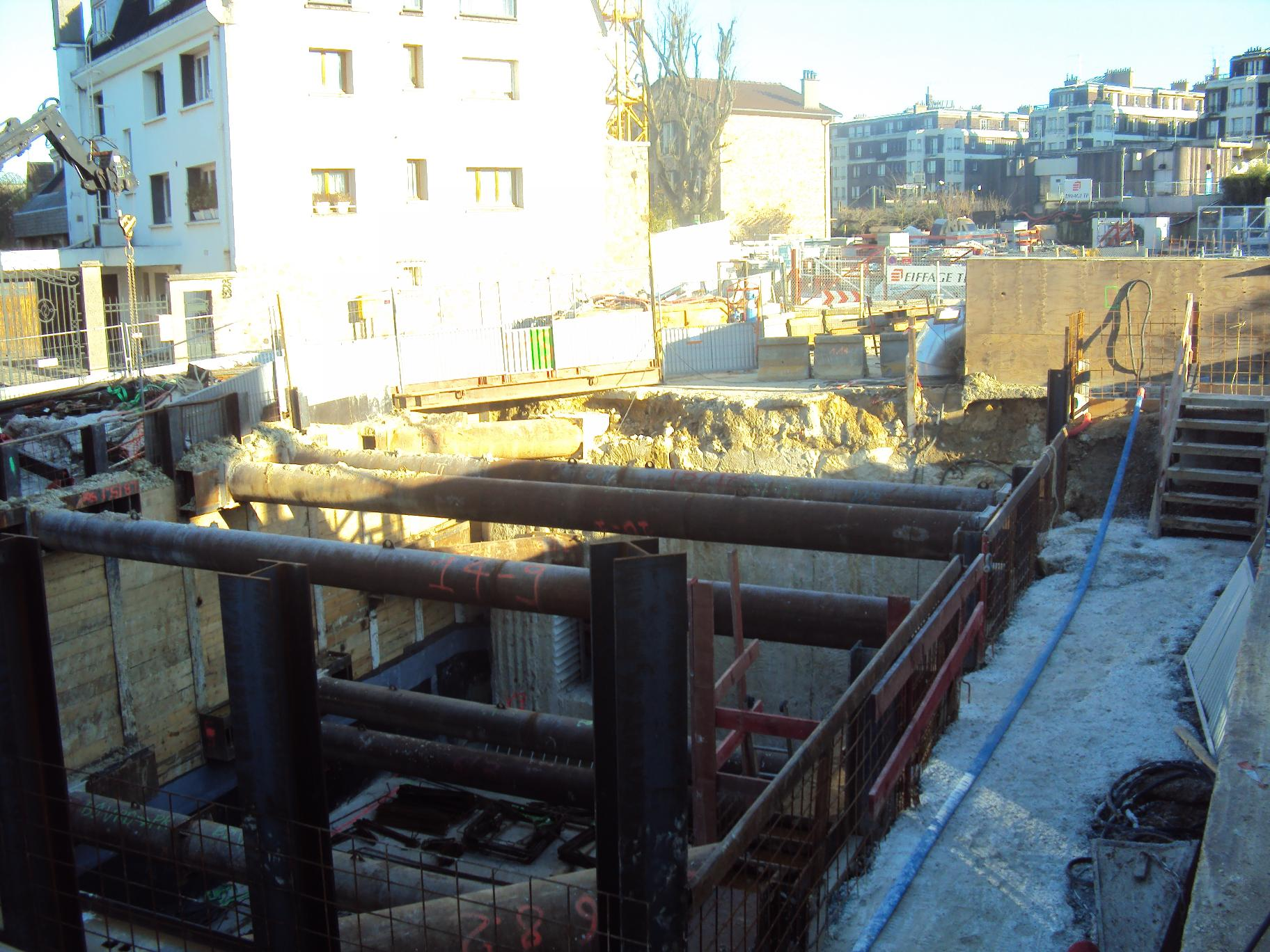
Fouilles pour la future station souterraine de Viroflay-Rive-Gauche, en mars 2014.

### Organisation des travaux

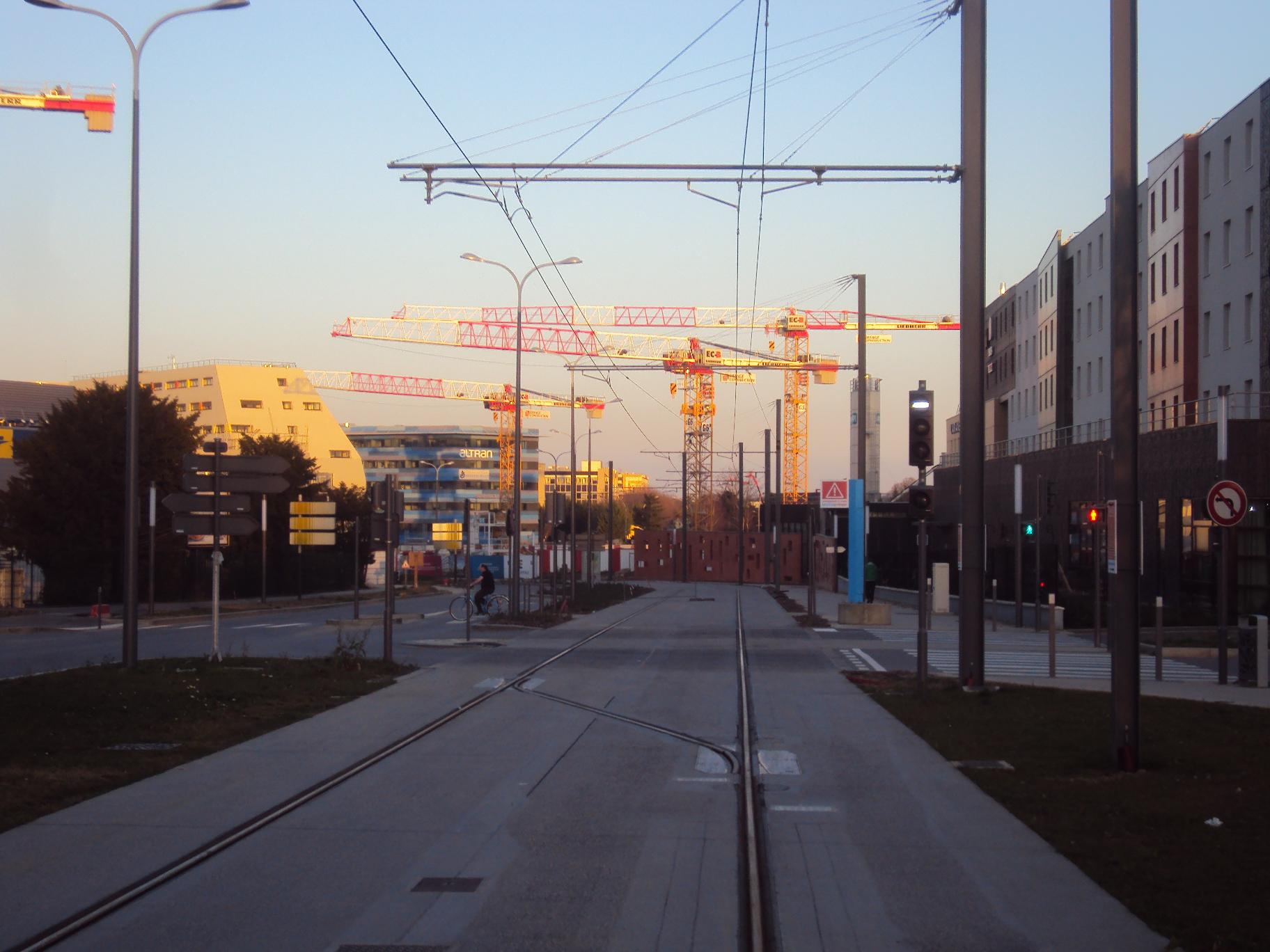
Le chantier entre Louvois et Innovel.

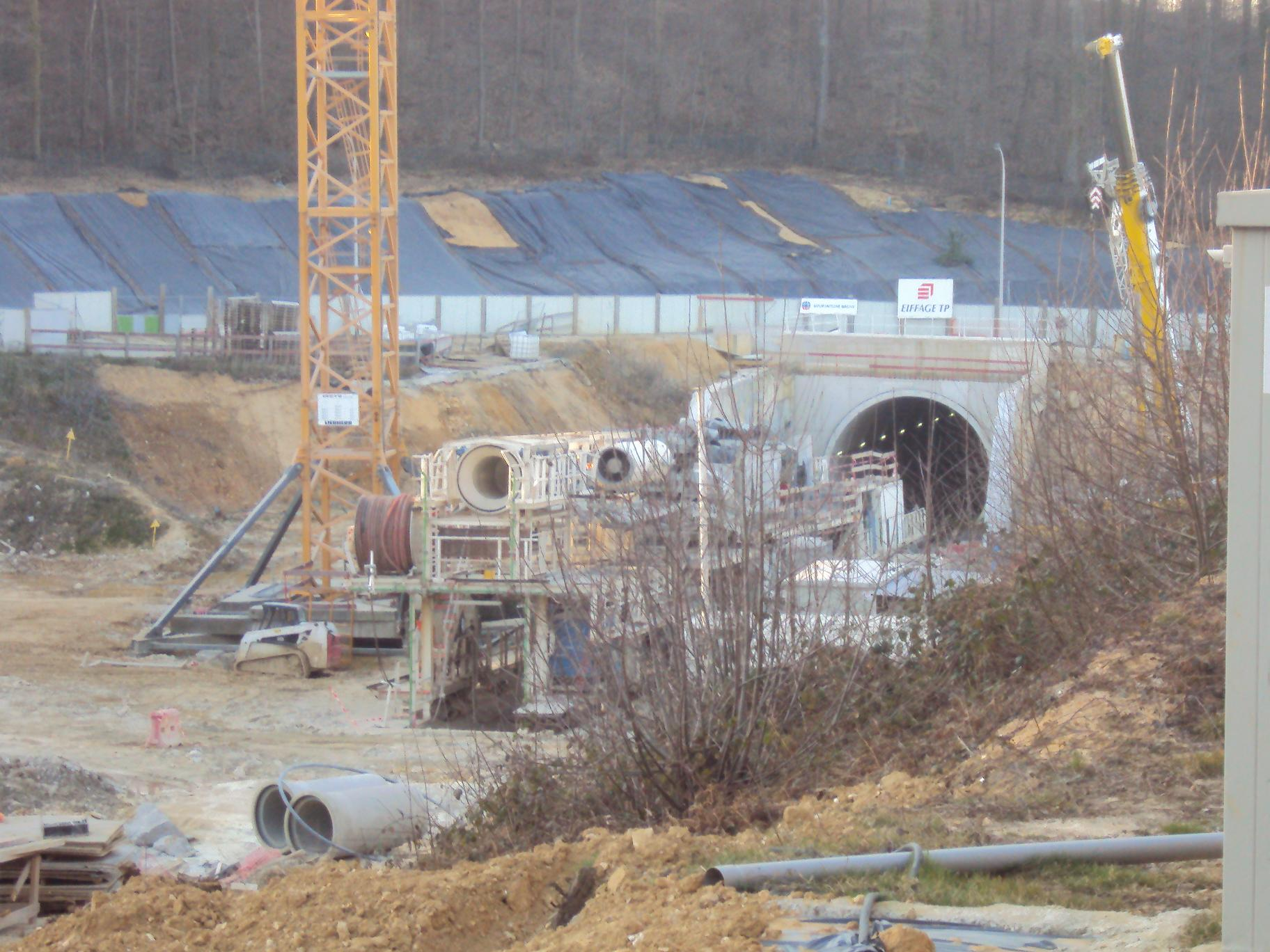
L'entrée du tunnel de Viroflay.

Les travaux d’aménagement du tramway sont organisés par tronçons dans le but de limiter au maximum leur impact sur la circulation des riverains et des usagers.
Les 14 kilomètres de ligne sont divisés en 46 tronçons, de 150 à 300 mètres environ chacun. Dans les Hauts-de-Seine, le chantier s’étend sur 7,5 kilomètres et 29 tronçons. Dans les Yvelines, le chantier s’étend sur près de 6,5 kilomètres (dont 1,6 kilomètre en souterrain) et 17 tronçons.
Sur chaque tronçon, les travaux se déroulent suivant plusieurs grandes phases qui se succèdent et s’organisent de manière à maintenir la circulation automobile. Ils se déroulent sur plusieurs tronçons simultanément.
Les travaux de la section souterraine à Viroflay commencent par la construction des deux stations souterraines de Viroflay-Rive-Gauche et de Viroflay-Rive-Droite. Ces travaux sont réalisés par étapes successives : 
- travaux préparatoires de dévoiement des réseaux concessionnaires ;
- réalisation des murs des stations en parois moulées. Les parois moulées sont réalisées par étapes pour limiter la gêne occasionnée à la circulation et maintenir les accès des riverains ;
- réalisation des dalles de couverture ;
- creusement de l’intérieur des stations, avec évacuation des déblais par un passage qui relie la future station à la surface.

Les travaux du tunnel de Viroflay ont été réalisés par un tunnelier à pression de terre. Cette technologie a été choisie car elle est la plus adaptée à l’hétérogénéité des couches de terrain à traverser et la plus sûre sous la surface bâtie à Viroflay.
Le tunnelier, qui avait été utilisé pour la construction du prolongement du métro 12, a été transporté démonté en plusieurs convois exceptionnels entre février et mars 2012 sur le site du chantier.
Comme le veut la tradition, il a été baptisé le jeudi 10 janvier 2013 du prénom de Nolwenn, sa marraine, dont la classe de CM2 de l’école Aulnette de Viroflay a été désignée lauréate à l’issue d’un concours organisé pour l’occasion.
Les travaux de creusement se font en trois postes de huit heures. Il y a environ dix personnes à bord du tunnelier à chaque poste, et à peu près autant à l’extérieur du tunnel pour gérer les approvisionnements. En journée, environ dix personnes assurent la logistique.
Environ 200 mètres ont été creusés en moyenne par mois sur ce chantier, cette distance variant en fonction de la nature des terrains rencontrés.

## Prolongements envisagés

### Prolongement à l'ouest
Ultérieurement, le conseil départemental des Yvelines souhaite prolonger la ligne jusqu'à Satory pour assurer une correspondance avec la future ligne 18.

### Prolongement au nord-est
En février 2009, des militants écologistes de Châtillon expriment leur souhait de prolonger la ligne jusqu'à la porte d'Orléans pour assurer de nouvelles correspondances (ligne T3a du tramway et ligne 4 du métro) et éviter d'emprunter la ligne 13 du métro, saturée aux heures de pointe.

## Lieux desservis
La ligne T6 dessert, de l'ouest à l'est, les lieux suivants : 

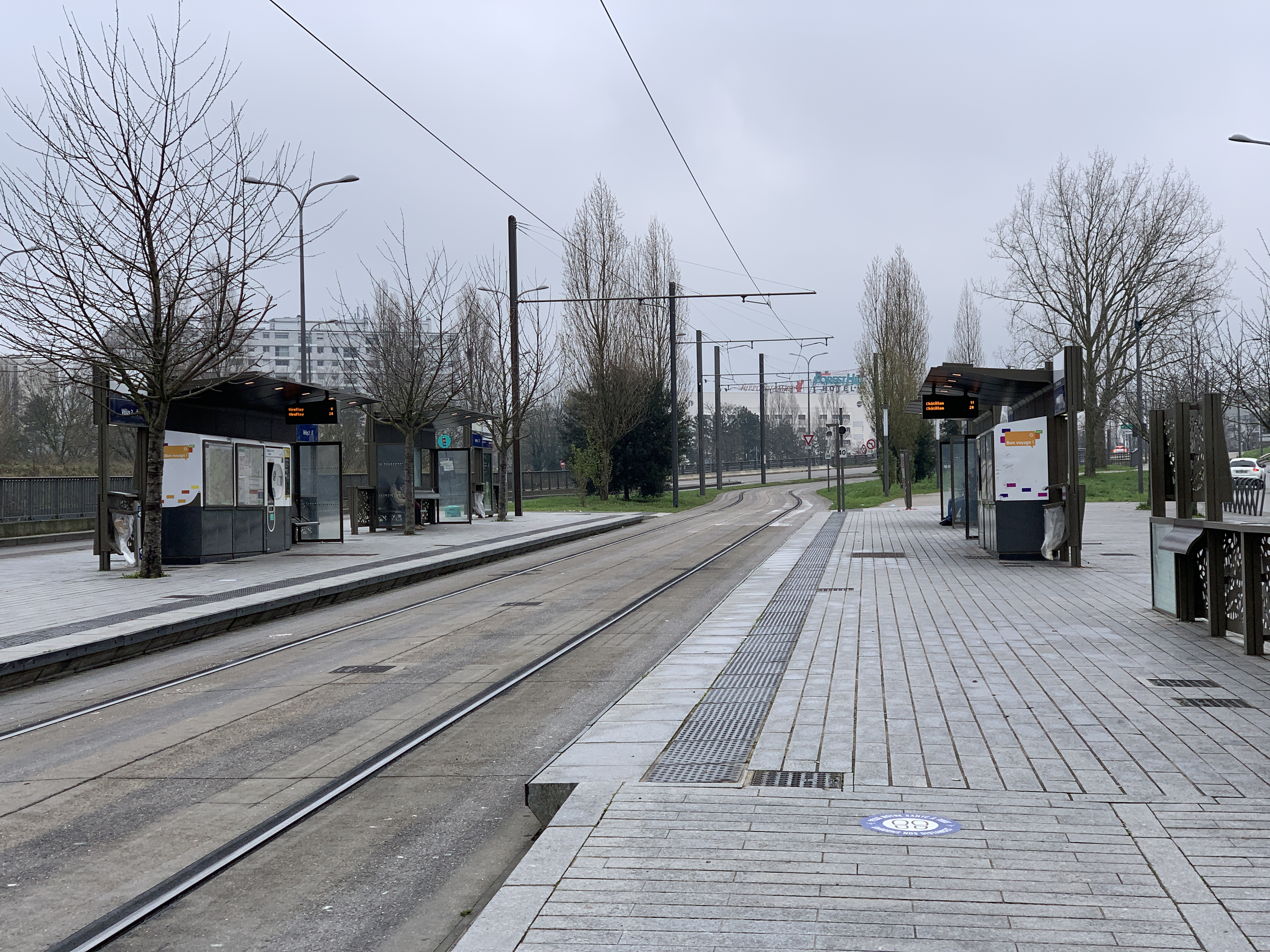
La station Vélizy 2 qui dessert le centre commercial Vélizy 2.

- la forêt de Fausses-Reposes (station Viroflay-Rive-Droite) ;
- l'hôtel de ville de Viroflay (station Viroflay-Rive-Gauche) ;
- la forêt de Meudon (stations L'Onde, Robert Wagner, Georges Pompidou, Mail de La Plaine et Soleil Levant) ;
- la maison des Arts (station L'Onde) ;
- l'hôtel de ville de Vélizy-Villacoublay (station Mairie de Vélizy) ;
- la base aérienne de Villacoublay et le centre commercial Vélizy 2 (station Vélizy 2) ;
- le centre sportif de l'UCPA Sport Station - Meudon (station Meudon-La-Forêt) ;
- la zone d'emplois Inovel Parc (station Inovel Parc Nord) ;
- la zone d'emplois Novéos au Plessis-Robinson (station Pavé Blanc) ;
- l'hôpital Antoine-Béclère (station Hôpital Béclère) ;
- les sites du Commissariat à l'énergie atomique et aux énergies alternatives et de l'Autorité de sûreté nucléaire et de radioprotection de Fontenay-aux-Roses (station Division Leclerc) ;
- le parc André Malraux (station  Parc André Malraux) ;